# Liste des monuments historiques protégés en 1937
Cet article recense les monuments historiques français classés ou inscrits en 1937.

## Protections
| Édifice                                                                                      | Commune                      | Département             | Région                     | Protection | Base Mérimée                         | Coordonnées                        | Image |
| -------------------------------------------------------------------------------------------- | ---------------------------- | ----------------------- | -------------------------- | ---------- | ------------------------------------ | ---------------------------------- | ----- |
| Maison à pans de bois                                                                        | Lent                         | Ain                     | Auvergne-Rhône-Alpes       | inscrit    | « PA00116419 », notice no PA00116419 | 46° 07′ 16″ nord, 5° 11′ 42″ est   |       |
| Maisons Jourdan                                                                              | Pérouges                     | Ain                     | Auvergne-Rhône-Alpes       | classé     | « PA00116473 », notice no PA00116473 | 45° 54′ 11″ nord, 5° 10′ 44″ est   |       |
| Écuries Vernay                                                                               | Pérouges                     | Ain                     | Auvergne-Rhône-Alpes       | classé     | « PA00116453 », notice no PA00116453 | 45° 54′ 12″ nord, 5° 10′ 42″ est   |       |
| Maison Tacani                                                                                | Pérouges                     | Ain                     | Auvergne-Rhône-Alpes       | classé     | « PA00116490 », notice no PA00116490 | 45° 54′ 12″ nord, 5° 10′ 45″ est   |       |
| Château de Beaurevoir                                                                        | Beaurevoir                   | Aisne                   | Hauts-de-France            | inscrit    | « PA00115522 », notice no PA00115522 | 49° 59′ 34″ nord, 3° 18′ 07″ est   |       |
| Côte 108                                                                                     | Berry-au-Bac                 | Aisne                   | Hauts-de-France            | classé     | « PA00115527 », notice no PA00115527 | 49° 23′ 55″ nord, 3° 54′ 35″ est   |       |
| Croix monumentale de Pernant                                                                 | Pernant                      | Aisne                   | Hauts-de-France            | classé     | « PA00115866 », notice no PA00115866 | 49° 22′ 46″ nord, 3° 14′ 10″ est   |       |
| Chapelle de la Tour Pourçain                                                                 | Barrais-Bussolles            | Allier                  | Auvergne-Rhône-Alpes       | inscrit    | « PA00092983 », notice no PA00092983 | 46° 17′ 32″ nord, 3° 43′ 45″ est   |       |
| Église Saint-Martin                                                                          | Lurcy-Lévis                  | Allier                  | Auvergne-Rhône-Alpes       | classé     | « PA00093143 », notice no PA00093143 | 46° 43′ 49″ nord, 2° 56′ 18″ est   |       |
| Croix de carrefour du Mayet-d'École                                                          | Mayet-d'École (Le)           | Allier                  | Auvergne-Rhône-Alpes       | inscrit    | « PA00093150 », notice no PA00093150 | 46° 09′ 42″ nord, 3° 14′ 08″ est   |       |
| Citadelle                                                                                    | Entrevaux                    | Alpes-de-Haute-Provence | Provence-Alpes-Côte d'Azur | classé     | « PA00080387 », notice no PA00080387 | 43° 57′ 09″ nord, 6° 48′ 49″ est   |       |
| Église Saint-Pierre                                                                          | Pierrevert                   | Alpes-de-Haute-Provence | Provence-Alpes-Côte d'Azur | inscrit    | « PA00080445 », notice no PA00080445 | 43° 48′ 44″ nord, 5° 44′ 56″ est   |       |
| Porte Saint-Joseph                                                                           | Pierrevert                   | Alpes-de-Haute-Provence | Provence-Alpes-Côte d'Azur | inscrit    | « PA00080446 », notice no PA00080446 | 43° 48′ 44″ nord, 5° 44′ 59″ est   |       |
| Chapelle Notre-Dame-des-Grâces                                                               | Breil-sur-Roya               | Alpes-Maritimes         | Provence-Alpes-Côte d'Azur | inscrit    | « PA00080670 », notice no PA00080670 | 43° 56′ 12″ nord, 7° 29′ 33″ est   |       |
| Tour du Suquet                                                                               | Cannes                       | Alpes-Maritimes         | Provence-Alpes-Côte d'Azur | classé     | « PA00080689 », notice no PA00080689 | 43° 33′ 01″ nord, 7° 00′ 37″ est   |       |
| Chapelle Saint-Joseph                                                                        | Gars                         | Alpes-Maritimes         | Provence-Alpes-Côte d'Azur | inscrit    | « PA00080722 », notice no PA00080722 | 43° 51′ 45″ nord, 6° 48′ 51″ est   |       |
| Palais épiscopal de Grasse                                                                   | Grasse                       | Alpes-Maritimes         | Provence-Alpes-Côte d'Azur | classé     | « PA00080740 », notice no PA00080740 | 43° 39′ 29″ nord, 6° 55′ 29″ est   |       |
| Église Notre-Dame                                                                            | Le Mas                       | Alpes-Maritimes         | Provence-Alpes-Côte d'Azur | inscrit    | « PA00080759 », notice no PA00080759 | 43° 50′ 37″ nord, 6° 51′ 30″ est   |       |
| Mausolée de Lumone                                                                           | Roquebrune-Cap-Martin        | Alpes-Maritimes         | Provence-Alpes-Côte d'Azur | inscrit    | « PA00080820 », notice no PA00080820 | 43° 45′ 30″ nord, 7° 28′ 25″ est   |       |
| Château de Tourette-Levens                                                                   | Tourrette-Levens             | Alpes-Maritimes         | Provence-Alpes-Côte d'Azur | inscrit    | « PA00080886 », notice no PA00080886 | 43° 47′ 01″ nord, 7° 16′ 35″ est   |       |
| Église Sainte-Rosalie                                                                        | Tourrette-Levens             | Alpes-Maritimes         | Provence-Alpes-Côte d'Azur | inscrit    | « PA00080887 », notice no PA00080887 | 43° 47′ 12″ nord, 7° 16′ 34″ est   |       |
| Château de Hautségur                                                                         | Meyras                       | Ardèche                 | Auvergne-Rhône-Alpes       | inscrit    | « PA00116730 », notice no PA00116730 | 44° 40′ 28″ nord, 4° 16′ 09″ est   |       |
| Château de Ventadour                                                                         | Meyras                       | Ardèche                 | Auvergne-Rhône-Alpes       | inscrit    | « PA00116731 », notice no PA00116731 | 44° 40′ 11″ nord, 4° 17′ 14″ est   |       |
| Chapelle Saint-Sornin de Serrières                                                           | Serrières                    | Ardèche                 | Auvergne-Rhône-Alpes       | classé     | « PA00116818 », notice no PA00116818 | 45° 18′ 50″ nord, 4° 46′ 12″ est   |       |
| Lycée Gabriel-Faure                                                                          | Tournon-sur-Rhône            | Ardèche                 | Auvergne-Rhône-Alpes       | inscrit    | « PA00116832 », notice no PA00116832 | 45° 04′ 03″ nord, 4° 50′ 06″ est   |       |
| Église Saint-Pierre-aux-Liens de Vesseaux                                                    | Vesseaux                     | Ardèche                 | Auvergne-Rhône-Alpes       | inscrit    | « PA00116847 », notice no PA00116847 | 44° 39′ 06″ nord, 4° 26′ 25″ est   |       |
| Église de la Nativité-de-la-Vierge                                                           | Droupt-Sainte-Marie          | Aube                    | Grand Est                  | inscrit    | « PA00078103 », notice no PA00078103 | 48° 29′ 39″ nord, 3° 55′ 26″ est   |       |
| Église Saint-Laurent                                                                         | Prémierfait                  | Aube                    | Grand Est                  | inscrit    | « PA00078194 », notice no PA00078194 | 48° 30′ 08″ nord, 4° 01′ 35″ est   |       |
| Église Saint-Michel                                                                          | Trannes                      | Aube                    | Grand Est                  | inscrit    | « PA00078245 », notice no PA00078245 | 48° 18′ 05″ nord, 4° 35′ 12″ est   |       |
| Église Saint-Pierre                                                                          | Verrières                    | Aube                    | Grand Est                  | inscrit    | « PA00078299 », notice no PA00078299 | 48° 13′ 52″ nord, 4° 08′ 57″ est   |       |
| Station de potiers gallo-romains                                                             | La Villeneuve-au-Châtelot    | Aube                    | Grand Est                  | classé     | « PA00078311 », notice no PA00078311 | 48° 33′ 18″ nord, 3° 35′ 53″ est   |       |
| Halle                                                                                        | Lagrasse                     | Aude                    | Occitanie                  | classé     | « PA00102713 », notice no PA00102713 | 43° 05′ 29″ nord, 2° 37′ 07″ est   |       |
| Chapelle de la Madeleine                                                                     | Narbonne                     | Aude                    | Occitanie                  | classé     | « PA00102789 », notice no PA00102789 | 43° 11′ 03″ nord, 3° 00′ 14″ est   |       |
| Cathédrale Saint-Just-et-Saint-Pasteur                                                       | Narbonne                     | Aude                    | Occitanie                  | classé     | « PA00102790 », notice no PA00102790 | 43° 11′ 05″ nord, 3° 00′ 13″ est   |       |
| Oppidum de Montlaurès                                                                        | Narbonne                     | Aude                    | Occitanie                  | classé     | « PA00102838 », notice no PA00102838 | 43° 13′ 09″ nord, 2° 59′ 02″ est   |       |
| Pont Vieux                                                                                   | Brousse-le-Château           | Aveyron                 | Occitanie                  | inscrit    | « PA00093979 », notice no PA00093979 | 43° 59′ 51″ nord, 2° 37′ 29″ est   |       |
| Oratoire                                                                                     | Brousse-le-Château           | Aveyron                 | Occitanie                  | inscrit    | « PA00093978 », notice no PA00093978 | 43° 59′ 56″ nord, 2° 37′ 16″ est   |       |
| Église Saint-Jacques-le-Majeur                                                               | Brousse-le-Château           | Aveyron                 | Occitanie                  | inscrit    | « PA00093977 », notice no PA00093977 | 43° 59′ 50″ nord, 2° 37′ 27″ est   |       |
| Halle                                                                                        | Calmont                      | Aveyron                 | Occitanie                  | classé     | « PA00093983 », notice no PA00093983 | 44° 16′ 21″ nord, 2° 31′ 25″ est   |       |
| Église Saint-Jean-Baptiste                                                                   | Lunac                        | Aveyron                 | Occitanie                  | inscrit    | « PA00094052 », notice no PA00094052 | 44° 14′ 07″ nord, 2° 06′ 48″ est   |       |
| Église Saint-Paul                                                                            | Salles-la-Source             | Aveyron                 | Occitanie                  | classé     | « PA00094177 », notice no PA00094177 | 44° 26′ 08″ nord, 2° 30′ 41″ est   |       |
| Abbaye                                                                                       | Altorf                       | Bas-Rhin                | Grand Est                  | inscrit    | « PA00084581 », notice no PA00084581 | 48° 31′ 19″ nord, 7° 31′ 58″ est   |       |
| Puits                                                                                        | Altorf                       | Bas-Rhin                | Grand Est                  | inscrit    | « PA00084582 », notice no PA00084582 | 48° 31′ 23″ nord, 7° 31′ 51″ est   |       |
| Maison                                                                                       | Dambach-la-Ville             | Bas-Rhin                | Grand Est                  | classé     | « PA00084684 », notice no PA00084684 | 48° 19′ 25″ nord, 7° 25′ 28″ est   |       |
| Crucifix                                                                                     | Duttlenheim                  | Bas-Rhin                | Grand Est                  | inscrit    | « PA00084699 », notice no PA00084699 | 48° 31′ 20″ nord, 7° 33′ 58″ est   |       |
| Grande croix de cimetière                                                                    | Ettendorf                    | Bas-Rhin                | Grand Est                  | inscrit    | « PA00084710 », notice no PA00084710 | 48° 48′ 49″ nord, 7° 35′ 06″ est   |       |
| Église Saint-Martin                                                                          | Gresswiller                  | Bas-Rhin                | Grand Est                  | inscrit    | « PA00084720 », notice no PA00084720 | 48° 32′ 07″ nord, 7° 25′ 57″ est   |       |
| Hôtel de ville                                                                               | Oermingen                    | Bas-Rhin                | Grand Est                  | inscrit    | « PA00084873 », notice no PA00084873 | 48° 59′ 57″ nord, 7° 07′ 42″ est   |       |
| Église Saint-Barthélemy                                                                      | Osthouse                     | Bas-Rhin                | Grand Est                  | inscrit    | « PA00084879 », notice no PA00084879 | 48° 24′ 06″ nord, 7° 38′ 26″ est   |       |
| Cimetière                                                                                    | Saint-Jean-Saverne           | Bas-Rhin                | Grand Est                  | inscrit    | « PA00084920 », notice no PA00084920 | 48° 46′ 20″ nord, 7° 21′ 44″ est   |       |
| Château d'Ittenwiller                                                                        | Saint-Pierre                 | Bas-Rhin                | Grand Est                  | inscrit    | « PA00084925 », notice no PA00084925 | 48° 23′ 05″ nord, 7° 27′ 13″ est   |       |
| Maison                                                                                       | Sélestat                     | Bas-Rhin                | Grand Est                  | inscrit    | « PA00084996 », notice no PA00084996 | 48° 15′ 34″ nord, 7° 27′ 20″ est   |       |
| Maison                                                                                       | Sélestat                     | Bas-Rhin                | Grand Est                  | inscrit    | « PA00084991 », notice no PA00084991 | 48° 15′ 34″ nord, 7° 27′ 18″ est   |       |
| Hôtel de ville                                                                               | Sélestat                     | Bas-Rhin                | Grand Est                  | inscrit    | « PA00084987 », notice no PA00084987 | 48° 15′ 34″ nord, 7° 27′ 13″ est   |       |
| Église Saint-Mathias                                                                         | Still                        | Bas-Rhin                | Grand Est                  | inscrit    | « PA00085010 », notice no PA00085010 | 48° 32′ 59″ nord, 7° 24′ 19″ est   |       |
| Immeubles                                                                                    | Strasbourg                   | Bas-Rhin                | Grand Est                  | classé     | « PA00085144 », notice no PA00085144 | 48° 34′ 54″ nord, 7° 44′ 59″ est   |       |
| Hôtel de Gayling d'Altheim                                                                   | Strasbourg                   | Bas-Rhin                | Grand Est                  | inscrit    | « PA00085060 », notice no PA00085060 | 48° 34′ 57″ nord, 7° 45′ 19″ est   |       |
| Chambre de la taille et des subhastations                                                    | Strasbourg                   | Bas-Rhin                | Grand Est                  | inscrit    | « PA00085016 », notice no PA00085016 | 48° 34′ 58″ nord, 7° 44′ 49″ est   |       |
| Maison                                                                                       | Strasbourg                   | Bas-Rhin                | Grand Est                  | inscrit    | « PA00085084 », notice no PA00085084 | 48° 34′ 50″ nord, 7° 45′ 14″ est   |       |
| Maison                                                                                       | Strasbourg                   | Bas-Rhin                | Grand Est                  | inscrit    | « PA00085085 », notice no PA00085085 | 48° 34′ 51″ nord, 7° 45′ 15″ est   |       |
| Maison                                                                                       | Strasbourg                   | Bas-Rhin                | Grand Est                  | inscrit    | « PA00085087 », notice no PA00085087 | 48° 34′ 53″ nord, 7° 45′ 19″ est   |       |
| Maison                                                                                       | Strasbourg                   | Bas-Rhin                | Grand Est                  | inscrit    | « PA00085088 », notice no PA00085088 | 48° 34′ 54″ nord, 7° 45′ 21″ est   |       |
| Maison                                                                                       | Strasbourg                   | Bas-Rhin                | Grand Est                  | inscrit    | « PA00085086 », notice no PA00085086 | 48° 34′ 52″ nord, 7° 45′ 18″ est   |       |
| Cimetière protestant                                                                         | Wasselonne                   | Bas-Rhin                | Grand Est                  | inscrit    | « PA00085215 », notice no PA00085215 | 48° 37′ 55″ nord, 7° 27′ 00″ est   |       |
| Hôtel d'Estienne-de-Saint-Jean                                                               | Aix-en-Provence              | Bouches-du-Rhône        | Provence-Alpes-Côte d'Azur | classé     | « PA00081031 », notice no PA00081031 | 43° 31′ 51″ nord, 5° 26′ 51″ est   |       |
| Forum: substructions servant de fondations et appelées cryptoportiques                       | Arles                        | Bouches-du-Rhône        | Provence-Alpes-Côte d'Azur | classé     | « PA00081140 », notice no PA00081140 | 43° 40′ 36″ nord, 4° 37′ 39″ est   |       |
| Maison                                                                                       | Boulbon                      | Bouches-du-Rhône        | Provence-Alpes-Côte d'Azur | inscrit    | « PA00081234 », notice no PA00081234 | 43° 51′ 43″ nord, 4° 41′ 39″ est   |       |
| Église Saint-Maxime                                                                          | Eyragues                     | Bouches-du-Rhône        | Provence-Alpes-Côte d'Azur | inscrit    | « PA00081255 », notice no PA00081255 | 43° 50′ 28″ nord, 4° 50′ 30″ est   |       |
| Autel de la patrie                                                                           | Fontvieille                  | Bouches-du-Rhône        | Provence-Alpes-Côte d'Azur | inscrit    | « PA00081258 », notice no PA00081258 | 43° 43′ 24″ nord, 4° 42′ 44″ est   |       |
| Aqueducs de Barbegal                                                                         | Fontvieille                  | Bouches-du-Rhône        | Provence-Alpes-Côte d'Azur | inscrit    | « PA00081256 », notice no PA00081256 | 43° 42′ 15″ nord, 4° 43′ 17″ est   |       |
| Meunerie romaine de Barbegal                                                                 | Fontvieille                  | Bouches-du-Rhône        | Provence-Alpes-Côte d'Azur | classé     | « PA00081274 », notice no PA00081274 | 43° 42′ 10″ nord, 4° 43′ 16″ est   |       |
| Remparts                                                                                     | Fos-sur-Mer                  | Bouches-du-Rhône        | Provence-Alpes-Côte d'Azur | classé     | « PA00081277 », notice no PA00081277 |                                    |       |
| Grottes de Sainte-Anne-de-Goiron                                                             | Lambesc                      | Bouches-du-Rhône        | Provence-Alpes-Côte d'Azur | inscrit    | « PA00081301 », notice no PA00081301 | 43° 41′ 37″ nord, 5° 16′ 21″ est   |       |
| Donjon de Mallemort                                                                          | Mallemort                    | Bouches-du-Rhône        | Provence-Alpes-Côte d'Azur | inscrit    | « PA00081318 », notice no PA00081318 | 43° 43′ 57″ nord, 5° 10′ 49″ est   |       |
| Château de Ponteau                                                                           | Martigues                    | Bouches-du-Rhône        | Provence-Alpes-Côte d'Azur | inscrit    | « PA00081377 », notice no PA00081377 | 43° 22′ 20″ nord, 5° 01′ 37″ est   |       |
| Oppidum des Caisses de Jean-Jean                                                             | Mouriès                      | Bouches-du-Rhône        | Provence-Alpes-Côte d'Azur | inscrit    | « PA00081387 », notice no PA00081387 | 43° 42′ 41″ nord, 4° 52′ 45″ est   |       |
| Autel mérovingien                                                                            | Rognes                       | Bouches-du-Rhône        | Provence-Alpes-Côte d'Azur | inscrit    | « PA00081412 », notice no PA00081412 | 43° 39′ 50″ nord, 5° 20′ 43″ est   |       |
| Villa gallo-romaine de Rognes                                                                | Rognes                       | Bouches-du-Rhône        | Provence-Alpes-Côte d'Azur | inscrit    | « PA00081415 », notice no PA00081415 | 43° 39′ 31″ nord, 5° 23′ 25″ est   |       |
| Grottes de Sainte-Anne-de-Goiron                                                             | La Roque-d'Anthéron          | Bouches-du-Rhône        | Provence-Alpes-Côte d'Azur | inscrit    | « PA00081418 », notice no PA00081418 | 43° 41′ 37″ nord, 5° 16′ 21″ est   |       |
| Pavillons du château de Semilly                                                              | Bernières-sur-Mer            | Calvados                | Normandie                  | inscrit    | « PA00111087 », notice no PA00111087 | 49° 19′ 59″ nord, 0° 25′ 25″ ouest |       |
| Église Saint-André                                                                           | Saint-André-sur-Orne         | Calvados                | Normandie                  | inscrit    | « PA00111656 », notice no PA00111656 | 49° 07′ 02″ nord, 0° 23′ 07″ ouest |       |
| Église de la Sainte-Trinité                                                                  | La Trinitat                  | Cantal                  | Auvergne-Rhône-Alpes       | inscrit    | « PA00093704 », notice no PA00093704 | 44° 44′ 52″ nord, 2° 56′ 26″ est   |       |
| Site gallo-romain de Barzan                                                                  | Barzan                       | Charente-Maritime       | Nouvelle-Aquitaine         | classé     | « PA00104612 », notice no PA00104612 | 45° 32′ 03″ nord, 0° 52′ 42″ ouest |       |
| Fontaine de la place de la République                                                        | Le Château-d'Oléron          | Charente-Maritime       | Nouvelle-Aquitaine         | classé     | « PA00104646 », notice no PA00104646 | 45° 53′ 11″ nord, 1° 11′ 45″ ouest |       |
| Dolmen effondré appelé la Pierre Levée de Berthe-grille                                      | Sablonceaux                  | Charente-Maritime       | Nouvelle-Aquitaine         | classé     | « PA00105157 », notice no PA00105157 | 45° 42′ 04″ nord, 0° 54′ 19″ ouest |       |
| Cathédrale Saint-Pierre                                                                      | Saintes                      | Charente-Maritime       | Nouvelle-Aquitaine         | classé     | « PA00105252 », notice no PA00105252 | 45° 44′ 40″ nord, 0° 37′ 55″ ouest |       |
| Terrain de l'immeuble Guinguenaud                                                            | Saintes                      | Charente-Maritime       | Nouvelle-Aquitaine         | classé     | « PA00105264 », notice no PA00105264 | 45° 44′ 47″ nord, 0° 37′ 56″ ouest |       |
| Maison                                                                                       | Bourges                      | Cher                    | Centre-Val de Loire        | inscrit    | « PA00096710 », notice no PA00096710 | 47° 04′ 55″ nord, 2° 23′ 53″ est   |       |
| Maison                                                                                       | Bourges                      | Cher                    | Centre-Val de Loire        | inscrit    | « PA00096711 », notice no PA00096711 | 47° 04′ 54″ nord, 2° 23′ 54″ est   |       |
| Abbaye Saint-Pierre de Chezal-Benoît                                                         | Chezal-Benoît                | Cher                    | Centre-Val de Loire        | inscrit    | « PA00096772 », notice no PA00096772 | 46° 49′ 27″ nord, 2° 06′ 48″ est   |       |
| Fortifications                                                                               | Beaune                       | Côte-d'Or               | Bourgogne-Franche-Comté    | inscrit    | « PA00112110 », notice no PA00112110 |                                    |       |
| Château de Chazeuil                                                                          | Chazeuil                     | Côte-d'Or               | Bourgogne-Franche-Comté    | inscrit    | « PA00112211 », notice no PA00112211 | 47° 33′ 37″ nord, 5° 16′ 10″ est   |       |
| Hôpital général de Dijon                                                                     | Dijon                        | Côte-d'Or               | Bourgogne-Franche-Comté    | inscrit    | « PA00112275 », notice no PA00112275 | 47° 19′ 01″ nord, 5° 01′ 48″ est   |       |
| Immeuble                                                                                     | Dijon                        | Côte-d'Or               | Bourgogne-Franche-Comté    | classé     | « PA00112349 », notice no PA00112349 | 47° 19′ 17″ nord, 5° 02′ 27″ est   |       |
| Immeuble                                                                                     | Dijon                        | Côte-d'Or               | Bourgogne-Franche-Comté    | classé     | « PA00112354 », notice no PA00112354 | 47° 19′ 15″ nord, 5° 02′ 30″ est   |       |
| Hôtel de Langres                                                                             | Dijon                        | Côte-d'Or               | Bourgogne-Franche-Comté    | classé     | « PA00112355 », notice no PA00112355 | 47° 19′ 16″ nord, 5° 02′ 27″ est   |       |
| Immeuble                                                                                     | Dijon                        | Côte-d'Or               | Bourgogne-Franche-Comté    | classé     | « PA00112358 », notice no PA00112358 | 47° 19′ 15″ nord, 5° 02′ 29″ est   |       |
| Immeuble                                                                                     | Dijon                        | Côte-d'Or               | Bourgogne-Franche-Comté    | classé     | « PA00112359 », notice no PA00112359 | 47° 19′ 16″ nord, 5° 02′ 28″ est   |       |
| Immeuble                                                                                     | Dijon                        | Côte-d'Or               | Bourgogne-Franche-Comté    | classé     | « PA00112363 », notice no PA00112363 | 47° 19′ 15″ nord, 5° 02′ 28″ est   |       |
| Hôtel Bouhier de Lantenay                                                                    | Dijon                        | Côte-d'Or               | Bourgogne-Franche-Comté    | classé     | « PA00112282 », notice no PA00112282 | 47° 19′ 28″ nord, 5° 02′ 32″ est   |       |
| Immeuble                                                                                     | Dijon                        | Côte-d'Or               | Bourgogne-Franche-Comté    | classé     | « PA00112353 », notice no PA00112353 | 47° 19′ 16″ nord, 5° 02′ 27″ est   |       |
| Immeuble                                                                                     | Dijon                        | Côte-d'Or               | Bourgogne-Franche-Comté    | classé     | « PA00112346 », notice no PA00112346 | 47° 19′ 16″ nord, 5° 02′ 31″ est   |       |
| Immeuble                                                                                     | Dijon                        | Côte-d'Or               | Bourgogne-Franche-Comté    | classé     | « PA00112356 », notice no PA00112356 | 47° 19′ 15″ nord, 5° 02′ 30″ est   |       |
| Immeuble                                                                                     | Dijon                        | Côte-d'Or               | Bourgogne-Franche-Comté    | classé     | « PA00112362 », notice no PA00112362 | 47° 19′ 16″ nord, 5° 02′ 28″ est   |       |
| Immeuble                                                                                     | Dijon                        | Côte-d'Or               | Bourgogne-Franche-Comté    | classé     | « PA00112364 », notice no PA00112364 | 47° 19′ 15″ nord, 5° 02′ 28″ est   |       |
| Immeuble                                                                                     | Dijon                        | Côte-d'Or               | Bourgogne-Franche-Comté    | classé     | « PA00112348 », notice no PA00112348 | 47° 19′ 16″ nord, 5° 02′ 31″ est   |       |
| Immeuble                                                                                     | Dijon                        | Côte-d'Or               | Bourgogne-Franche-Comté    | classé     | « PA00112351 », notice no PA00112351 | 47° 19′ 17″ nord, 5° 02′ 27″ est   |       |
| Immeuble                                                                                     | Dijon                        | Côte-d'Or               | Bourgogne-Franche-Comté    | classé     | « PA00112352 », notice no PA00112352 | 47° 19′ 16″ nord, 5° 02′ 30″ est   |       |
| Immeuble                                                                                     | Dijon                        | Côte-d'Or               | Bourgogne-Franche-Comté    | classé     | « PA00112357 », notice no PA00112357 | 47° 19′ 16″ nord, 5° 02′ 27″ est   |       |
| Immeuble                                                                                     | Dijon                        | Côte-d'Or               | Bourgogne-Franche-Comté    | classé     | « PA00112360 », notice no PA00112360 | 47° 19′ 15″ nord, 5° 02′ 29″ est   |       |
| Immeuble                                                                                     | Dijon                        | Côte-d'Or               | Bourgogne-Franche-Comté    | classé     | « PA00112347 », notice no PA00112347 | 47° 19′ 17″ nord, 5° 02′ 27″ est   |       |
| Immeuble                                                                                     | Dijon                        | Côte-d'Or               | Bourgogne-Franche-Comté    | classé     | « PA00112350 », notice no PA00112350 | 47° 19′ 16″ nord, 5° 02′ 31″ est   |       |
| Immeuble                                                                                     | Dijon                        | Côte-d'Or               | Bourgogne-Franche-Comté    | classé     | « PA00112361 », notice no PA00112361 | 47° 19′ 16″ nord, 5° 02′ 28″ est   |       |
| Pavillons d'angle                                                                            | Dijon                        | Côte-d'Or               | Bourgogne-Franche-Comté    | classé     | « PA00112430 », notice no PA00112430 | 47° 19′ 17″ nord, 5° 02′ 32″ est   |       |
| Hôtel Burteur                                                                                | Dijon                        | Côte-d'Or               | Bourgogne-Franche-Comté    | inscrit    | « PA00112288 », notice no PA00112288 | 47° 19′ 19″ nord, 5° 02′ 19″ est   |       |
| Immeuble                                                                                     | Dijon                        | Côte-d'Or               | Bourgogne-Franche-Comté    | inscrit    | « PA00112365 », notice no PA00112365 | 47° 19′ 19″ nord, 5° 02′ 20″ est   |       |
| Immeuble                                                                                     | Dijon                        | Côte-d'Or               | Bourgogne-Franche-Comté    | inscrit    | « PA00112374 », notice no PA00112374 | 47° 19′ 18″ nord, 5° 02′ 23″ est   |       |
| Immeuble                                                                                     | Dijon                        | Côte-d'Or               | Bourgogne-Franche-Comté    | inscrit    | « PA00112384 », notice no PA00112384 | 47° 19′ 18″ nord, 5° 02′ 25″ est   |       |
| Immeuble                                                                                     | Dijon                        | Côte-d'Or               | Bourgogne-Franche-Comté    | inscrit    | « PA00112400 », notice no PA00112400 | 47° 19′ 17″ nord, 5° 02′ 32″ est   |       |
| Immeuble                                                                                     | Dijon                        | Côte-d'Or               | Bourgogne-Franche-Comté    | inscrit    | « PA00112369 », notice no PA00112369 | 47° 19′ 18″ nord, 5° 02′ 21″ est   |       |
| Immeuble                                                                                     | Dijon                        | Côte-d'Or               | Bourgogne-Franche-Comté    | inscrit    | « PA00112370 », notice no PA00112370 | 47° 19′ 19″ nord, 5° 02′ 21″ est   |       |
| Immeuble                                                                                     | Dijon                        | Côte-d'Or               | Bourgogne-Franche-Comté    | inscrit    | « PA00112371 », notice no PA00112371 | 47° 19′ 18″ nord, 5° 02′ 22″ est   |       |
| Hôtel de Talmay                                                                              | Dijon                        | Côte-d'Or               | Bourgogne-Franche-Comté    | inscrit    | « PA00112278 », notice no PA00112278 | 47° 19′ 15″ nord, 5° 02′ 28″ est   |       |
| Hotel Frantin                                                                                | Dijon                        | Côte-d'Or               | Bourgogne-Franche-Comté    | inscrit    | « PA00112297 », notice no PA00112297 | 47° 19′ 05″ nord, 5° 02′ 36″ est   |       |
| Immeuble                                                                                     | Dijon                        | Côte-d'Or               | Bourgogne-Franche-Comté    | inscrit    | « PA00112367 », notice no PA00112367 | 47° 19′ 19″ nord, 5° 02′ 21″ est   |       |
| Immeuble                                                                                     | Dijon                        | Côte-d'Or               | Bourgogne-Franche-Comté    | inscrit    | « PA00112368 », notice no PA00112368 | 47° 19′ 19″ nord, 5° 02′ 20″ est   |       |
| Immeuble                                                                                     | Dijon                        | Côte-d'Or               | Bourgogne-Franche-Comté    | inscrit    | « PA00112375 », notice no PA00112375 | 47° 19′ 18″ nord, 5° 02′ 23″ est   |       |
| Immeuble                                                                                     | Dijon                        | Côte-d'Or               | Bourgogne-Franche-Comté    | inscrit    | « PA00112373 », notice no PA00112373 | 47° 19′ 18″ nord, 5° 02′ 22″ est   |       |
| Immeuble                                                                                     | Dijon                        | Côte-d'Or               | Bourgogne-Franche-Comté    | inscrit    | « PA00112379 », notice no PA00112379 | 47° 19′ 19″ nord, 5° 02′ 23″ est   |       |
| Immeuble                                                                                     | Dijon                        | Côte-d'Or               | Bourgogne-Franche-Comté    | inscrit    | « PA00112381 », notice no PA00112381 | 47° 19′ 18″ nord, 5° 02′ 24″ est   |       |
| Immeuble                                                                                     | Dijon                        | Côte-d'Or               | Bourgogne-Franche-Comté    | inscrit    | « PA00112383 », notice no PA00112383 | 47° 19′ 18″ nord, 5° 02′ 24″ est   |       |
| Immeuble                                                                                     | Dijon                        | Côte-d'Or               | Bourgogne-Franche-Comté    | inscrit    | « PA00112385 », notice no PA00112385 | 47° 19′ 18″ nord, 5° 02′ 25″ est   |       |
| Immeuble                                                                                     | Dijon                        | Côte-d'Or               | Bourgogne-Franche-Comté    | inscrit    | « PA00112388 », notice no PA00112388 | 47° 19′ 18″ nord, 5° 02′ 26″ est   |       |
| Porte de l'ancien évêché                                                                     | Dijon                        | Côte-d'Or               | Bourgogne-Franche-Comté    | inscrit    | « PA00112432 », notice no PA00112432 | 47° 19′ 14″ nord, 5° 02′ 35″ est   |       |
| Immeuble                                                                                     | Dijon                        | Côte-d'Or               | Bourgogne-Franche-Comté    | inscrit    | « PA00112366 », notice no PA00112366 | 47° 19′ 19″ nord, 5° 02′ 20″ est   |       |
| Immeuble                                                                                     | Dijon                        | Côte-d'Or               | Bourgogne-Franche-Comté    | inscrit    | « PA00112372 », notice no PA00112372 | 47° 19′ 19″ nord, 5° 02′ 21″ est   |       |
| Immeuble                                                                                     | Dijon                        | Côte-d'Or               | Bourgogne-Franche-Comté    | inscrit    | « PA00112376 », notice no PA00112376 | 47° 19′ 19″ nord, 5° 02′ 22″ est   |       |
| Immeuble                                                                                     | Dijon                        | Côte-d'Or               | Bourgogne-Franche-Comté    | inscrit    | « PA00112377 », notice no PA00112377 | 47° 19′ 19″ nord, 5° 02′ 23″ est   |       |
| Immeuble                                                                                     | Dijon                        | Côte-d'Or               | Bourgogne-Franche-Comté    | inscrit    | « PA00112378 », notice no PA00112378 | 47° 19′ 18″ nord, 5° 02′ 24″ est   |       |
| Immeuble                                                                                     | Dijon                        | Côte-d'Or               | Bourgogne-Franche-Comté    | inscrit    | « PA00112380 », notice no PA00112380 | 47° 19′ 18″ nord, 5° 02′ 24″ est   |       |
| Immeuble                                                                                     | Dijon                        | Côte-d'Or               | Bourgogne-Franche-Comté    | inscrit    | « PA00112382 », notice no PA00112382 | 47° 19′ 18″ nord, 5° 02′ 25″ est   |       |
| Immeuble                                                                                     | Dijon                        | Côte-d'Or               | Bourgogne-Franche-Comté    | inscrit    | « PA00112386 », notice no PA00112386 | 47° 19′ 18″ nord, 5° 02′ 25″ est   |       |
| Immeuble                                                                                     | Dijon                        | Côte-d'Or               | Bourgogne-Franche-Comté    | inscrit    | « PA00112387 », notice no PA00112387 | 47° 19′ 18″ nord, 5° 02′ 26″ est   |       |
| Immeuble                                                                                     | Dijon                        | Côte-d'Or               | Bourgogne-Franche-Comté    | inscrit    | « PA00112389 », notice no PA00112389 | 47° 19′ 17″ nord, 5° 02′ 26″ est   |       |
| Croix                                                                                        | Hauteroche                   | Côte-d'Or               | Bourgogne-Franche-Comté    | classé     | « PA00112491 », notice no PA00112491 | 47° 29′ 59″ nord, 4° 34′ 52″ est   |       |
| Hôtel Coeurderoy (Moutiers-Saint-Jean)                                                       | Moutiers-Saint-Jean          | Côte-d'Or               | Bourgogne-Franche-Comté    | classé     | « PA00112566 », notice no PA00112566 | 47° 33′ 40″ nord, 4° 13′ 17″ est   |       |
| Chapelle de l'Arrier                                                                         | Bourganeuf                   | Creuse                  | Nouvelle-Aquitaine         | inscrit    | « PA00100013 », notice no PA00100013 | 45° 57′ 08″ nord, 1° 45′ 20″ est   |       |
| Tour de Puy-Malsignat                                                                        | Puy-Malsignat                | Creuse                  | Nouvelle-Aquitaine         | inscrit    | « PA00100138 », notice no PA00100138 | 46° 02′ 20″ nord, 2° 13′ 06″ est   |       |
| Église Saint-Germain de Saint-Germain-Beaupré                                                | Saint-Germain-Beaupré        | Creuse                  | Nouvelle-Aquitaine         | inscrit    | « PA00100164 », notice no PA00100164 | 46° 18′ 31″ nord, 1° 32′ 44″ est   |       |
| Chapelle Saint-Cyprien de Bressuire                                                          | Bressuire                    | Deux-Sèvres             | Nouvelle-Aquitaine         | inscrit    | « PA00101203 », notice no PA00101203 | 46° 50′ 27″ nord, 0° 29′ 14″ ouest |       |
| Église Saint-Emmeran de Sainte-Eanne                                                         | Sainte-Eanne                 | Deux-Sèvres             | Nouvelle-Aquitaine         | inscrit    | « PA00101330 », notice no PA00101330 | 46° 23′ 32″ nord, 0° 09′ 26″ ouest |       |
| Hôtel des Trois-Rois                                                                         | Thouars                      | Deux-Sèvres             | Nouvelle-Aquitaine         | inscrit    | « PA00101381 », notice no PA00101381 | 46° 58′ 23″ nord, 0° 12′ 59″ ouest |       |
| Abri du Poisson et abri Lartet                                                               | Les Eyzies-de-Tayac-Sireuil  | Dordogne                | Nouvelle-Aquitaine         | classé     | « PA00082534 », notice no PA00082534 | 44° 56′ 38″ nord, 0° 59′ 54″ est   |       |
| Ancienne porte fortifiée de Saint-Pompon                                                     | Saint-Pompon                 | Dordogne                | Nouvelle-Aquitaine         | classé     | « PA00082896 », notice no PA00082896 | 44° 43′ 34″ nord, 1° 08′ 45″ est   |       |
| Ancienne chapelle du monastère des Récollets                                                 | Sarlat-la-Canéda             | Dordogne                | Nouvelle-Aquitaine         | inscrit    | « PA00082921 », notice no PA00082921 | 44° 53′ 24″ nord, 1° 12′ 55″ est   |       |
| Hôtel de Clermont                                                                            | Besançon                     | Doubs                   | Bourgogne-Franche-Comté    | inscrit    | « PA00101492 », notice no PA00101492 | 47° 14′ 08″ nord, 6° 01′ 42″ est   |       |
| Temple du Saint-Esprit                                                                       | Besançon                     | Doubs                   | Bourgogne-Franche-Comté    | inscrit    | « PA00101480 », notice no PA00101480 | 47° 14′ 26″ nord, 6° 01′ 24″ est   |       |
| Église des Carmes                                                                            | Besançon                     | Doubs                   | Bourgogne-Franche-Comté    | inscrit    | « PA00101470 », notice no PA00101470 | 47° 14′ 10″ nord, 6° 01′ 34″ est   |       |
| Fontaine Saint-Quentin                                                                       | Besançon                     | Doubs                   | Bourgogne-Franche-Comté    | inscrit    | « PA00101477 », notice no PA00101477 | 47° 14′ 05″ nord, 6° 01′ 47″ est   |       |
| Hôtel de Courbouzon-Villefrançon                                                             | Besançon                     | Doubs                   | Bourgogne-Franche-Comté    | inscrit    | « PA00101494 », notice no PA00101494 | 47° 13′ 59″ nord, 6° 01′ 33″ est   |       |
| Maison                                                                                       | Besançon                     | Doubs                   | Bourgogne-Franche-Comté    | inscrit    | « PA00101525 », notice no PA00101525 | 47° 14′ 26″ nord, 6° 01′ 13″ est   |       |
| Maison                                                                                       | Besançon                     | Doubs                   | Bourgogne-Franche-Comté    | inscrit    | « PA00101536 », notice no PA00101536 | 47° 14′ 04″ nord, 6° 01′ 46″ est   |       |
| Maison                                                                                       | Besançon                     | Doubs                   | Bourgogne-Franche-Comté    | inscrit    | « PA00101554 », notice no PA00101554 | 47° 14′ 18″ nord, 6° 01′ 27″ est   |       |
| Maison                                                                                       | Besançon                     | Doubs                   | Bourgogne-Franche-Comté    | inscrit    | « PA00101560 », notice no PA00101560 | 47° 14′ 05″ nord, 6° 01′ 29″ est   |       |
| Fontaine de l'Etat-Major                                                                     | Besançon                     | Doubs                   | Bourgogne-Franche-Comté    | inscrit    | « PA00101476 », notice no PA00101476 | 47° 14′ 10″ nord, 6° 01′ 46″ est   |       |
| Hôtel Fleury de Villayer                                                                     | Besançon                     | Doubs                   | Bourgogne-Franche-Comté    | inscrit    | « PA00101495 », notice no PA00101495 | 47° 13′ 57″ nord, 6° 01′ 30″ est   |       |
| Immeuble                                                                                     | Besançon                     | Doubs                   | Bourgogne-Franche-Comté    | inscrit    | « PA00101519 », notice no PA00101519 | 47° 14′ 26″ nord, 6° 01′ 09″ est   |       |
| Maison                                                                                       | Besançon                     | Doubs                   | Bourgogne-Franche-Comté    | inscrit    | « PA00101535 », notice no PA00101535 | 47° 14′ 20″ nord, 6° 01′ 13″ est   |       |
| Maison                                                                                       | Besançon                     | Doubs                   | Bourgogne-Franche-Comté    | inscrit    | « PA00101541 », notice no PA00101541 | 47° 14′ 07″ nord, 6° 01′ 42″ est   |       |
| Maison                                                                                       | Besançon                     | Doubs                   | Bourgogne-Franche-Comté    | inscrit    | « PA00101542 », notice no PA00101542 | 47° 14′ 06″ nord, 6° 01′ 44″ est   |       |
| Maison                                                                                       | Besançon                     | Doubs                   | Bourgogne-Franche-Comté    | inscrit    | « PA00101547 », notice no PA00101547 | 47° 14′ 16″ nord, 6° 01′ 28″ est   |       |
| Maison                                                                                       | Besançon                     | Doubs                   | Bourgogne-Franche-Comté    | inscrit    | « PA00101558 », notice no PA00101558 | 47° 14′ 28″ nord, 6° 01′ 05″ est   |       |
| Hôtel Buson d'Auxon                                                                          | Besançon                     | Doubs                   | Bourgogne-Franche-Comté    | inscrit    | « PA00101487 », notice no PA00101487 | 47° 14′ 23″ nord, 6° 01′ 25″ est   |       |
| Maison                                                                                       | Besançon                     | Doubs                   | Bourgogne-Franche-Comté    | inscrit    | « PA00101550 », notice no PA00101550 | 47° 14′ 17″ nord, 6° 01′ 27″ est   |       |
| Maison                                                                                       | Besançon                     | Doubs                   | Bourgogne-Franche-Comté    | inscrit    | « PA00101551 », notice no PA00101551 | 47° 14′ 17″ nord, 6° 01′ 29″ est   |       |
| Maison                                                                                       | Besançon                     | Doubs                   | Bourgogne-Franche-Comté    | inscrit    | « PA00101552 », notice no PA00101552 | 47° 14′ 17″ nord, 6° 01′ 29″ est   |       |
| Maison                                                                                       | Besançon                     | Doubs                   | Bourgogne-Franche-Comté    | inscrit    | « PA00101555 », notice no PA00101555 | 47° 14′ 18″ nord, 6° 01′ 27″ est   |       |
| Maison                                                                                       | Besançon                     | Doubs                   | Bourgogne-Franche-Comté    | inscrit    | « PA00101565 », notice no PA00101565 | 47° 14′ 04″ nord, 6° 01′ 59″ est   |       |
| Chapelle des Carmes-Déchaussés                                                               | Besançon                     | Doubs                   | Bourgogne-Franche-Comté    | inscrit    | « PA00101464 », notice no PA00101464 | 47° 14′ 31″ nord, 6° 01′ 15″ est   |       |
| Hôtel Chevanney                                                                              | Besançon                     | Doubs                   | Bourgogne-Franche-Comté    | inscrit    | « PA00101491 », notice no PA00101491 | 47° 14′ 21″ nord, 6° 01′ 18″ est   |       |
| Maison                                                                                       | Besançon                     | Doubs                   | Bourgogne-Franche-Comté    | inscrit    | « PA00101528 », notice no PA00101528 | 47° 14′ 28″ nord, 6° 01′ 13″ est   |       |
| Maison                                                                                       | Besançon                     | Doubs                   | Bourgogne-Franche-Comté    | inscrit    | « PA00101529 », notice no PA00101529 | 47° 14′ 31″ nord, 6° 01′ 14″ est   |       |
| Maison                                                                                       | Besançon                     | Doubs                   | Bourgogne-Franche-Comté    | inscrit    | « PA00101530 », notice no PA00101530 | 47° 14′ 33″ nord, 6° 01′ 15″ est   |       |
| Maison                                                                                       | Besançon                     | Doubs                   | Bourgogne-Franche-Comté    | inscrit    | « PA00101538 », notice no PA00101538 | 47° 14′ 21″ nord, 6° 01′ 18″ est   |       |
| Maison                                                                                       | Besançon                     | Doubs                   | Bourgogne-Franche-Comté    | inscrit    | « PA00101549 », notice no PA00101549 | 47° 14′ 16″ nord, 6° 01′ 29″ est   |       |
| Maison ex Synagogue de Charmont                                                              | Besançon                     | Doubs                   | Bourgogne-Franche-Comté    | inscrit    | « PA00101557 », notice no PA00101557 | 47° 14′ 27″ nord, 6° 01′ 07″ est   |       |
| Maison                                                                                       | Besançon                     | Doubs                   | Bourgogne-Franche-Comté    | inscrit    | « PA00101559 », notice no PA00101559 | 47° 14′ 08″ nord, 6° 01′ 47″ est   |       |
| Maison                                                                                       | Besançon                     | Doubs                   | Bourgogne-Franche-Comté    | inscrit    | « PA00101562 », notice no PA00101562 | 47° 14′ 01″ nord, 6° 01′ 21″ est   |       |
| Immeuble                                                                                     | Besançon                     | Doubs                   | Bourgogne-Franche-Comté    | inscrit    | « PA00101513 », notice no PA00101513 | 47° 13′ 58″ nord, 6° 01′ 31″ est   |       |
| Maison                                                                                       | Besançon                     | Doubs                   | Bourgogne-Franche-Comté    | inscrit    | « PA00101531 », notice no PA00101531 | 47° 14′ 35″ nord, 6° 01′ 17″ est   |       |
| Maison                                                                                       | Besançon                     | Doubs                   | Bourgogne-Franche-Comté    | inscrit    | « PA00101534 », notice no PA00101534 | 47° 14′ 21″ nord, 6° 01′ 14″ est   |       |
| Hôtel Jouffroy                                                                               | Besançon                     | Doubs                   | Bourgogne-Franche-Comté    | inscrit    | « PA00101537 », notice no PA00101537 | 47° 14′ 27″ nord, 6° 01′ 03″ est   |       |
| Maison                                                                                       | Besançon                     | Doubs                   | Bourgogne-Franche-Comté    | inscrit    | « PA00101543 », notice no PA00101543 | 47° 14′ 06″ nord, 6° 01′ 44″ est   |       |
| Maison                                                                                       | Besançon                     | Doubs                   | Bourgogne-Franche-Comté    | inscrit    | « PA00101546 », notice no PA00101546 | 47° 14′ 17″ nord, 6° 01′ 26″ est   |       |
| Maison                                                                                       | Besançon                     | Doubs                   | Bourgogne-Franche-Comté    | inscrit    | « PA00101548 », notice no PA00101548 | 47° 14′ 17″ nord, 6° 01′ 26″ est   |       |
| Maison                                                                                       | Besançon                     | Doubs                   | Bourgogne-Franche-Comté    | inscrit    | « PA00101553 », notice no PA00101553 | 47° 14′ 17″ nord, 6° 01′ 27″ est   |       |
| Maison                                                                                       | Besançon                     | Doubs                   | Bourgogne-Franche-Comté    | inscrit    | « PA00101561 », notice no PA00101561 | 47° 14′ 00″ nord, 6° 01′ 22″ est   |       |
| Immeuble                                                                                     | Vuillafans                   | Doubs                   | Bourgogne-Franche-Comté    | inscrit    | « PA00101739 », notice no PA00101739 | 47° 03′ 54″ nord, 6° 12′ 59″ est   |       |
| Prison de la Prévôté                                                                         | Montlhéry                    | Essonne                 | Île-de-France              | inscrit    | « PA00087973 », notice no PA00087973 | 48° 38′ 13″ nord, 2° 16′ 16″ est   |       |
| Église Saint-Ouen de Duranville et porte romane de l'Église                                  | Duranville                   | Eure                    | Normandie                  | inscrit    | « PA00099393 », notice no PA00099393 | 49° 08′ 57″ nord, 0° 30′ 36″ est   |       |
| Ancien Immeuble Gomel                                                                        | Évreux                       | Eure                    | Normandie                  | classé     | « PA00099406 », notice no PA00099406 | 49° 01′ 28″ nord, 1° 09′ 06″ est   |       |
| Château de Montfort-sur-Risle                                                                | Montfort-sur-Risle           | Eure                    | Normandie                  | inscrit    | « PA00099490 », notice no PA00099490 | 49° 17′ 42″ nord, 0° 40′ 00″ est   |       |
| Abbaye Notre-Dame de Fontaine-Guérard                                                        | Radepont                     | Eure                    | Normandie                  | classé     | « PA00099532 », notice no PA00099532 | 49° 21′ 02″ nord, 1° 18′ 34″ est   |       |
| Maison à pans de bois                                                                        | Verneuil-sur-Avre            | Eure                    | Normandie                  | inscrit    | « PA00099610 », notice no PA00099610 | 48° 44′ 18″ nord, 0° 55′ 47″ est   |       |
| Église Sainte-Foy                                                                            | Chartres                     | Eure-et-Loir            | Centre-Val de Loire        | classé     | « PA00096998 », notice no PA00096998 | 48° 26′ 45″ nord, 1° 29′ 05″ est   |       |
| Église Notre-Dame de la Clarté                                                               | Beuzec-Cap-Sizun             | Finistère               | Bretagne                   | classé     | « PA00089835 », notice no PA00089835 | 48° 04′ 33″ nord, 4° 30′ 41″ ouest |       |
| Église Notre-Dame-des-Sept-Douleurs de Coat-Méal                                             | Coat-Méal                    | Finistère               | Bretagne                   | inscrit    | « PA00089885 », notice no PA00089885 | 48° 30′ 32″ nord, 4° 32′ 29″ ouest |       |
| Cimetière préhistorique de Prat-ar-Hastel                                                    | Tréguennec                   | Finistère               | Bretagne                   | classé     | « PA00090464 », notice no PA00090464 | 47° 52′ 29″ nord, 4° 20′ 48″ ouest |       |
| Vestiges de l'ancien cloître des Bénédictins à côté de la collégiale Notre-Dame-des-Pommiers | Beaucaire                    | Gard                    | Occitanie                  | inscrit    | « PA00102981 », notice no PA00102981 | 43° 48′ 29″ nord, 4° 38′ 37″ est   |       |
| Chartreuse Notre-Dame-du-Val-de-Bénédiction                                                  | Villeneuve-lès-Avignon       | Gard                    | Occitanie                  | inscrit    | « PA00103303 », notice no PA00103303 | 43° 57′ 59″ nord, 4° 47′ 51″ est   |       |
| Porte de ville de Fourcès                                                                    | Fourcès                      | Gers                    | Occitanie                  | inscrit    | « PA00094801 », notice no PA00094801 | 43° 59′ 33″ nord, 0° 13′ 46″ est   |       |
| Prieuré de Cayac                                                                             | Gradignan                    | Gironde                 | Nouvelle-Aquitaine         | inscrit    | « PA00083564 », notice no PA00083564 | 44° 45′ 54″ nord, 0° 37′ 10″ ouest |       |
| Maison                                                                                       | Altkirch                     | Haut-Rhin               | Grand Est                  | inscrit    | « PA00085320 », notice no PA00085320 | 47° 37′ 27″ nord, 7° 14′ 15″ est   |       |
| Porte de ville                                                                               | Altkirch                     | Haut-Rhin               | Grand Est                  | inscrit    | « PA00085323 », notice no PA00085323 | 47° 37′ 27″ nord, 7° 14′ 13″ est   |       |
| Église Saint-Morand                                                                          | Altkirch                     | Haut-Rhin               | Grand Est                  | inscrit    | « PA00085315 », notice no PA00085315 | 47° 37′ 27″ nord, 7° 15′ 10″ est   |       |
| Prieuré Saint-Morand                                                                         | Altkirch                     | Haut-Rhin               | Grand Est                  | inscrit    | « PA00085317 », notice no PA00085317 | 47° 37′ 28″ nord, 7° 15′ 11″ est   |       |
| Hôtel de ville                                                                               | Altkirch                     | Haut-Rhin               | Grand Est                  | inscrit    | « PA00085318 », notice no PA00085318 | 47° 37′ 24″ nord, 7° 14′ 15″ est   |       |
| Maison                                                                                       | Altkirch                     | Haut-Rhin               | Grand Est                  | inscrit    | « PA00085321 », notice no PA00085321 | 47° 37′ 21″ nord, 7° 14′ 14″ est   |       |
| Maison                                                                                       | Altkirch                     | Haut-Rhin               | Grand Est                  | inscrit    | « PA00085322 », notice no PA00085322 | 47° 37′ 21″ nord, 7° 14′ 17″ est   |       |
| Fortifications                                                                               | Cernay                       | Haut-Rhin               | Grand Est                  | classé     | « PA00085358 », notice no PA00085358 | 47° 48′ 27″ nord, 7° 10′ 36″ est   |       |
| Puits de 1584                                                                                | Colmar                       | Haut-Rhin               | Grand Est                  | inscrit    | « PA00085406 », notice no PA00085406 | 48° 04′ 42″ nord, 7° 21′ 26″ est   |       |
| Église Saint-Nicolas                                                                         | Dietwiller                   | Haut-Rhin               | Grand Est                  | inscrit    | « PA00085410 », notice no PA00085410 | 47° 41′ 24″ nord, 7° 24′ 12″ est   |       |
| Fontaine                                                                                     | Masevaux                     | Haut-Rhin               | Grand Est                  | inscrit    | « PA00085513 », notice no PA00085513 | 47° 46′ 29″ nord, 6° 59′ 52″ est   |       |
| Église Saint-Martin                                                                          | Masevaux                     | Haut-Rhin               | Grand Est                  | inscrit    | « PA00085511 », notice no PA00085511 | 47° 46′ 35″ nord, 6° 59′ 45″ est   |       |
| Hôtel de ville                                                                               | Masevaux                     | Haut-Rhin               | Grand Est                  | inscrit    | « PA00085514 », notice no PA00085514 | 47° 46′ 25″ nord, 6° 59′ 50″ est   |       |
| Maison                                                                                       | Masevaux                     | Haut-Rhin               | Grand Est                  | inscrit    | « PA00085516 », notice no PA00085516 | 47° 46′ 24″ nord, 6° 59′ 47″ est   |       |
| Maison                                                                                       | Masevaux                     | Haut-Rhin               | Grand Est                  | inscrit    | « PA00085517 », notice no PA00085517 | 47° 46′ 24″ nord, 6° 59′ 46″ est   |       |
| Maison                                                                                       | Masevaux                     | Haut-Rhin               | Grand Est                  | inscrit    | « PA00085515 », notice no PA00085515 | 47° 46′ 24″ nord, 6° 59′ 47″ est   |       |
| Fontaine                                                                                     | Masevaux                     | Haut-Rhin               | Grand Est                  | inscrit    | « PA00085512 », notice no PA00085512 | 47° 46′ 24″ nord, 6° 59′ 48″ est   |       |
| Immeuble Le Gratte-Ciel                                                                      | Riquewihr                    | Haut-Rhin               | Grand Est                  | inscrit    | « PA00085618 », notice no PA00085618 | 48° 10′ 00″ nord, 7° 17′ 55″ est   |       |
| Château de la Clauze                                                                         | Grèzes                       | Haute-Loire             | Auvergne-Rhône-Alpes       | inscrit    | « PA00092674 », notice no PA00092674 | 44° 54′ 36″ nord, 3° 30′ 22″ est   |       |
| Prieuré de Lavoûte-Chilhac                                                                   | Lavoûte-Chilhac              | Haute-Loire             | Auvergne-Rhône-Alpes       | inscrit    | « PA00092689 », notice no PA00092689 | 45° 08′ 52″ nord, 3° 24′ 10″ est   |       |
| Église Saint-Vincent de Léotoing                                                             | Léotoing                     | Haute-Loire             | Auvergne-Rhône-Alpes       | classé     | « PA00092696 », notice no PA00092696 | 45° 21′ 44″ nord, 3° 13′ 17″ est   |       |
| Chapelle des Pénitents d'Yssingeaux                                                          | Yssingeaux                   | Haute-Loire             | Auvergne-Rhône-Alpes       | inscrit    | « PA00092920 », notice no PA00092920 | 45° 08′ 38″ nord, 4° 07′ 32″ est   |       |
| Maison de François Ier                                                                       | Luxeuil-les-Bains            | Haute-Saône             | Bourgogne-Franche-Comté    | classé     | « PA00102212 », notice no PA00102212 | 47° 49′ 01″ nord, 6° 22′ 49″ est   |       |
| Ancienne église Saint-Pierre-Saint-Paul                                                      | Colombes                     | Hauts-de-Seine          | Île-de-France              | inscrit    | « PA00088100 », notice no PA00088100 | 48° 55′ 24″ nord, 2° 15′ 09″ est   |       |
| Église Saint-Romain                                                                          | Sèvres                       | Hauts-de-Seine          | Île-de-France              | inscrit    | « PA00088150 », notice no PA00088150 | 48° 49′ 26″ nord, 2° 12′ 39″ est   |       |
| Maison Renaissance                                                                           | Agde                         | Hérault                 | Occitanie                  | inscrit    | « PA00103348 », notice no PA00103348 | 43° 18′ 51″ nord, 3° 28′ 14″ est   |       |
| Château d'Assas                                                                              | Assas                        | Hérault                 | Occitanie                  | classé     | « PA00103360 », notice no PA00103360 | 43° 42′ 06″ nord, 3° 53′ 51″ est   |       |
| Château de Margon                                                                            | Margon                       | Hérault                 | Occitanie                  | nscrit     | « PA00103499 », notice no PA00103499 | 43° 29′ 11″ nord, 3° 18′ 22″ est   |       |
| Domaine de Régismont                                                                         | Poilhes                      | Hérault                 | Occitanie                  | classé     | « PA00103665 », notice no PA00103665 | 43° 18′ 21″ nord, 3° 06′ 00″ est   |       |
| Église Notre-Dame-des-Salces de Saint-Privat                                                 | Saint-Privat                 | Hérault                 | Occitanie                  | inscrit    | « PA00103712 », notice no PA00103712 | 43° 45′ 21″ nord, 3° 26′ 11″ est   |       |
| Chapelle de Marigny                                                                          | Saint-Germain-en-Coglès      | Ille-et-Vilaine         | Bretagne                   | inscrit    | « PA00090779 », notice no PA00090779 | 48° 24′ 21″ nord, 1° 17′ 21″ ouest |       |
| Château de Chanteloup                                                                        | Amboise                      | Indre-et-Loire          | Centre-Val de Loire        | inscrit    | « PA00097507 », notice no PA00097507 | 47° 23′ 28″ nord, 0° 58′ 13″ est   |       |
| Bornes de Betz-le-Château                                                                    | Betz-le-Château              | Indre-et-Loire          | Centre-Val de Loire        | inscrit    | « PA00097585 », notice no PA00097585 | 47° 00′ 39″ nord, 0° 57′ 08″ est   |       |
| Château de Betz                                                                              | Betz-le-Château              | Indre-et-Loire          | Centre-Val de Loire        | inscrit    | « PA00097586 », notice no PA00097586 | 46° 59′ 22″ nord, 0° 54′ 59″ est   |       |
| Château de Pocé-sur-Cisse                                                                    | Pocé-sur-Cisse               | Indre-et-Loire          | Centre-Val de Loire        | inscrit    | « PA00097915 », notice no PA00097915 | 47° 26′ 41″ nord, 0° 59′ 12″ est   |       |
| Église Saint-Loup de Rillé                                                                   | Rillé                        | Indre-et-Loire          | Centre-Val de Loire        | inscrit    | « PA00098036 », notice no PA00098036 | 47° 27′ 03″ nord, 0° 14′ 59″ est   |       |
| Aumônerie de Sainte-Catherine-de-Fierbois                                                    | Sainte-Catherine-de-Fierbois | Indre-et-Loire          | Centre-Val de Loire        | inscrit    | « PA00098063 », notice no PA00098063 | 47° 14′ 19″ nord, 0° 41′ 43″ est   |       |
| Tour de Montfollet                                                                           | Laval                        | Isère                   | Auvergne-Rhône-Alpes       | inscrit    | « PA00117211 », notice no PA00117211 | 45° 15′ 23″ nord, 5° 55′ 35″ est   |       |
| Église Saint-Didier de Ville-sous-Anjou                                                      | Ville-sous-Anjou             | Isère                   | Auvergne-Rhône-Alpes       | classé     | « PA00117354 », notice no PA00117354 | 45° 22′ 20″ nord, 4° 51′ 06″ est   |       |
| Maison paternelle de Pasteur                                                                 | Arbois                       | Jura                    | Bourgogne-Franche-Comté    | classé     | « PA00101803 », notice no PA00101803 | 46° 54′ 23″ nord, 5° 46′ 05″ est   |       |
| Maison du Sénéchal                                                                           | Hastingues                   | Landes                  | Nouvelle-Aquitaine         | inscrit    | « PA00083952 », notice no PA00083952 | 43° 32′ 02″ nord, 1° 09′ 00″ ouest |       |
| Pont Jacques-Gabriel                                                                         | Blois                        | Loir-et-Cher            | Centre-Val de Loire        | inscrit    | « PA00098391 », notice no PA00098391 | 47° 35′ 07″ nord, 1° 20′ 15″ est   |       |
| Château de Chaumont-sur-Loire                                                                | Chaumont-sur-Loire           | Loir-et-Cher            | Centre-Val de Loire        | classé     | « PA00098410 », notice no PA00098410 | 47° 28′ 45″ nord, 1° 10′ 54″ est   |       |
| Manoir de Laleu                                                                              | Chouzy-sur-Cisse             | Loir-et-Cher            | Centre-Val de Loire        | inscrit    | « PA00098420 », notice no PA00098420 | 47° 30′ 39″ nord, 1° 12′ 16″ est   |       |
| Chapelle de la Madeleine de Montoire-sur-le-Loir                                             | Montoire-sur-le-Loir         | Loir-et-Cher            | Centre-Val de Loire        | inscrit    | « PA00098509 », notice no PA00098509 | 47° 45′ 23″ nord, 0° 50′ 31″ est   |       |
| Église de l'Immaculée-Conception de Leignecq                                                 | Merle-Leignec                | Loire                   | Auvergne-Rhône-Alpes       | inscrit    | « PA00117512 », notice no PA00117512 | 45° 22′ 27″ nord, 4° 01′ 00″ est   |       |
| Château de Leignecq                                                                          | Merle-Leignec                | Loire                   | Auvergne-Rhône-Alpes       | inscrit    | « PA00117509 », notice no PA00117509 | 45° 22′ 26″ nord, 4° 00′ 59″ est   |       |
| Chapelle de la Sainte-Croix de Lavalette                                                     | Salvizinet                   | Loire                   | Auvergne-Rhône-Alpes       | inscrit    | « PA00117665 », notice no PA00117665 | 45° 45′ 45″ nord, 4° 17′ 28″ est   |       |
| Château de Bellegarde                                                                        | Bellegarde                   | Loiret                  | Centre-Val de Loire        | inscrit    | « PA00098709 », notice no PA00098709 | 47° 59′ 13″ nord, 2° 26′ 30″ est   |       |
| Ancienne Chambre de commerce et d'industrie du Loiret                                        | Orléans                      | Loiret                  | Centre-Val de Loire        | inscrit    | « PA00098837 », notice no PA00098837 | 47° 54′ 07″ nord, 1° 54′ 15″ est   |       |
| Château de Cieurac                                                                           | Cieurac                      | Lot                     | Occitanie                  | classé     | « PA00095059 », notice no PA00095059 | 44° 22′ 12″ nord, 1° 31′ 19″ est   |       |
| Manoir de Coutainville                                                                       | Agon-Coutainville            | Manche                  | Normandie                  | inscrit    | « PA00110317 », notice no PA00110317 | 49° 03′ 13″ nord, 1° 35′ 16″ ouest |       |
| Anciennes fortifications                                                                     | Avranches                    | Manche                  | Normandie                  | inscrit    | « PA00110327 », notice no PA00110327 | 48° 41′ 14″ nord, 1° 21′ 42″ ouest |       |
| Portail de la chapelle Saint-Georges de Bouillé                                              | Avranches                    | Manche                  | Normandie                  | inscrit    | « PA00110326 », notice no PA00110326 | 48° 41′ 04″ nord, 1° 22′ 02″ ouest |       |
| Tourelle, rue Geoffroy-Herbert                                                               | Coutances                    | Manche                  | Normandie                  | inscrit    | « PA00110384 », notice no PA00110384 | 49° 02′ 47″ nord, 1° 26′ 47″ ouest |       |
| Tour, rue de la Poissonnerie (détruite)                                                      | Coutances                    | Manche                  | Normandie                  | inscrit    | « PA00110383 », notice no PA00110383 | A géolocaliser                     |       |
| Propriété de l'Hermitage                                                                     | Le Mont-Saint-Michel         | Manche                  | Normandie                  | classé     | « PA00110513 », notice no PA00110513 | 48° 38′ 08″ nord, 1° 30′ 38″ ouest |       |
| Jardins Sainte-Catherine                                                                     | Le Mont-Saint-Michel         | Manche                  | Normandie                  | classé     | « PA00110482 », notice no PA00110482 | 48° 38′ 08″ nord, 1° 30′ 40″ ouest |       |
| Prieuré d'Ardevon                                                                            | Pontorson                    | Manche                  | Normandie                  | inscrit    | « PA00110546 », notice no PA00110546 | 48° 36′ 09″ nord, 1° 28′ 31″ ouest |       |
| Hôtel Guischard de la Ménardière                                                             | Pontorson                    | Manche                  | Normandie                  | inscrit    | « PA00110544 », notice no PA00110544 | 48° 33′ 17″ nord, 1° 30′ 33″ ouest |       |
| Clocher de l'église Notre-Dame                                                               | Regnéville-sur-Mer           | Manche                  | Normandie                  | classé     | « PA00110556 », notice no PA00110556 | 49° 00′ 30″ nord, 1° 33′ 09″ ouest |       |
| Poterne, rue de la poterne                                                                   | Saint-Lô                     | Manche                  | Normandie                  | inscrit    | « PA00110586 », notice no PA00110586 | 49° 06′ 55″ nord, 1° 05′ 52″ ouest |       |
| Tourelle de l'ancien château (disparue)                                                      | Valognes                     | Manche                  | Normandie                  | inscrit    | « PA00110626 », notice no PA00110626 | A geolocaliser                     |       |
| Hospice et chapelle (ancienne abbaye)                                                        | Valognes                     | Manche                  | Normandie                  | inscrit    | « PA00110628 », notice no PA00110628 | 49° 30′ 12″ nord, 1° 27′ 48″ ouest |       |
| Église Saint-Nicolas-et-Saint-Gérald de Francheville                                         | Francheville                 | Marne                   | Grand Est                  | inscrit    | « PA00078713 », notice no PA00078713 | 48° 53′ 26″ nord, 4° 32′ 33″ est   |       |
| Dolmen de Val-des-Marais                                                                     | Val-des-Marais               | Marne                   | Grand Est                  | classé     | « PA00078880 », notice no PA00078880 | 48° 49′ 46″ nord, 3° 58′ 55″ est   |       |
| Buttes féodales du Vieil-Dampierre                                                           | Le Vieil-Dampierre           | Marne                   | Grand Est                  | inscrit    | « PA00078892 », notice no PA00078892 | 48° 59′ 00″ nord, 4° 53′ 15″ est   |       |
| Camp de Beugy                                                                                | Sainte-Suzanne-et-Chammes    | Mayenne                 | Pays de la Loire           | inscrit    | « PA00109609 », notice no PA00109609 | 48° 06′ 20″ nord, 0° 20′ 47″ ouest |       |
| Terrains de zone rouge                                                                       | Montfaucon-d'Argonne         | Meuse                   | Grand Est                  | classé     | « PA00106587 », notice no PA00106587 | 49° 16′ 23″ nord, 5° 08′ 29″ est   |       |
| Terrains de zone rouge                                                                       | Vauquois                     | Meuse                   | Grand Est                  | classé     | « PA00106652 », notice no PA00106652 | 49° 12′ 21″ nord, 5° 04′ 10″ est   |       |
| Enceinte fortifiée                                                                           | Verdun                       | Meuse                   | Grand Est                  | classé     | « PA00106659 », notice no PA00106659 | 49° 09′ 33″ nord, 5° 23′ 24″ est   |       |
| Moulin de Séréac                                                                             | Arzal                        | Morbihan                | Bretagne                   | classé     | « PA00090984 », notice no PA00090984 | 47° 32′ 09″ nord, 2° 24′ 44″ ouest |       |
| Prieuré de Saint-Cado                                                                        | Auray                        | Morbihan                | Bretagne                   | inscrit    | « PA00091012 », notice no PA00091012 | 47° 39′ 50″ nord, 2° 59′ 23″ ouest |       |
| Croix jumelées de Boullet                                                                    | Baud                         | Morbihan                | Bretagne                   | inscrit    | « PA00091017 », notice no PA00091017 | 47° 52′ 47″ nord, 3° 03′ 58″ ouest |       |
| Croix de Carlahoux                                                                           | Caden                        | Morbihan                | Bretagne                   | inscrit    | « PA00091065 », notice no PA00091065 | 47° 38′ 15″ nord, 2° 17′ 26″ ouest |       |
| Croix du Hanhon                                                                              | Carnac                       | Morbihan                | Bretagne                   | inscrit    | « PA00091081 », notice no PA00091081 | 47° 37′ 46″ nord, 3° 05′ 49″ ouest |       |
| Croix Boucher                                                                                | Caro                         | Morbihan                | Bretagne                   | inscrit    | « PA00091141 », notice no PA00091141 | 47° 52′ 00″ nord, 2° 18′ 46″ ouest |       |
| Croix de l'Étang                                                                             | Caro                         | Morbihan                | Bretagne                   | inscrit    | « PA00091142 », notice no PA00091142 | 47° 51′ 39″ nord, 2° 18′ 41″ ouest |       |
| Croix de cimetière                                                                           | Les Fougerêts                | Morbihan                | Bretagne                   | inscrit    | « PA00091198 », notice no PA00091198 | 47° 44′ 29″ nord, 2° 12′ 52″ ouest |       |
| Croix Forhan                                                                                 | Guégon                       | Morbihan                | Bretagne                   | inscrit    | « PA00091231 », notice no PA00091231 | 47° 56′ 59″ nord, 2° 37′ 32″ ouest |       |
| Croix de Kerofret                                                                            | Guénin                       | Morbihan                | Bretagne                   | inscrit    | « PA00091243 », notice no PA00091243 | 47° 54′ 13″ nord, 2° 59′ 19″ ouest |       |
| Croix de cimetière                                                                           | Guern                        | Morbihan                | Bretagne                   | inscrit    | « PA00091250 », notice no PA00091250 | 48° 01′ 48″ nord, 3° 05′ 18″ ouest |       |
| Chapelle Saint-Antoine                                                                       | Guiscriff                    | Morbihan                | Bretagne                   | inscrit    | « PA00091269 », notice no PA00091269 | 48° 00′ 47″ nord, 3° 35′ 44″ ouest |       |
| Croix du Moustoir                                                                            | Locoal-Mendon                | Morbihan                | Bretagne                   | inscrit    | « PA00091401 », notice no PA00091401 | 47° 41′ 14″ nord, 3° 05′ 32″ ouest |       |
| Lech de Men-er-Menah                                                                         | Locoal-Mendon                | Morbihan                | Bretagne                   | inscrit    | « PA00091404 », notice no PA00091404 | 47° 43′ 12″ nord, 3° 09′ 18″ ouest |       |
| Croix du chemin de Coëtcandec                                                                | Locqueltas                   | Morbihan                | Bretagne                   | inscrit    | « PA00091407 », notice no PA00091407 | 47° 45′ 43″ nord, 2° 46′ 05″ ouest |       |
| Moulin à vent                                                                                | Marzan                       | Morbihan                | Bretagne                   | inscrit    | « PA00091433 », notice no PA00091433 | 47° 32′ 17″ nord, 2° 20′ 03″ ouest |       |
| Croix de Kervegan                                                                            | Ploemeur                     | Morbihan                | Bretagne                   | inscrit    | « PA00091490 », notice no PA00091490 | 47° 44′ 19″ nord, 3° 26′ 49″ ouest |       |
| Croix de cimetière                                                                           | Pluherlin                    | Morbihan                | Bretagne                   | inscrit    | « PA00091536 », notice no PA00091536 | 47° 41′ 55″ nord, 2° 21′ 58″ ouest |       |
| Calvaire                                                                                     | Quéven                       | Morbihan                | Bretagne                   | inscrit    | « PA00091605 », notice no PA00091605 | 47° 47′ 20″ nord, 3° 24′ 59″ ouest |       |
| Immeuble                                                                                     | Rochefort-en-Terre           | Morbihan                | Bretagne                   | inscrit    | « PA00091643 », notice no PA00091643 | 47° 41′ 58″ nord, 2° 20′ 15″ ouest |       |
| Immeuble                                                                                     | Rochefort-en-Terre           | Morbihan                | Bretagne                   | inscrit    | « PA00091642 », notice no PA00091642 |                                    |       |
| Immeuble                                                                                     | Rochefort-en-Terre           | Morbihan                | Bretagne                   | inscrit    | « PA00091644 », notice no PA00091644 | 47° 41′ 58″ nord, 2° 20′ 15″ ouest |       |
| Immeuble                                                                                     | Rochefort-en-Terre           | Morbihan                | Bretagne                   | inscrit    | « PA00091645 », notice no PA00091645 | 47° 41′ 58″ nord, 2° 20′ 14″ ouest |       |
| Ossuaire                                                                                     | Le Saint                     | Morbihan                | Bretagne                   | inscrit    | « PA00091651 », notice no PA00091651 | 48° 05′ 23″ nord, 3° 33′ 41″ ouest |       |
| Deux croix de cimetière                                                                      | Saint-Nicolas-du-Tertre      | Morbihan                | Bretagne                   | inscrit    | « PA00091697 », notice no PA00091697 | 47° 48′ 11″ nord, 2° 13′ 14″ ouest |       |
| Croix percée                                                                                 | Pluneret                     | Morbihan                | Bretagne                   | inscrit    | « PA00091660 », notice no PA00091660 | 47° 40′ 46″ nord, 2° 57′ 48″ ouest |       |
| Château-Gaillard et pierre de justice                                                        | Vannes                       | Morbihan                | Bretagne                   | inscrit    | « PA00091785 », notice no PA00091785 | 47° 39′ 25″ nord, 2° 45′ 29″ ouest |       |
| Croix Fitzgerald                                                                             | Vannes                       | Morbihan                | Bretagne                   | inscrit    | « PA00091781 », notice no PA00091781 | 47° 39′ 43″ nord, 2° 45′ 06″ ouest |       |
| Chapelle Sainte-Croix de Forbach                                                             | Forbach                      | Moselle                 | Grand Est                  | inscrit    | « PA00106766 », notice no PA00106766 | 49° 11′ 06″ nord, 6° 55′ 14″ est   |       |
| Hôpital militaire du Fort Moselle                                                            | Metz                         | Moselle                 | Grand Est                  | inscrit    | « PA00106844 », notice no PA00106844 | 49° 07′ 41″ nord, 6° 10′ 13″ est   |       |
| Château d'Einartzhausen                                                                      | Phalsbourg                   | Moselle                 | Grand Est                  | inscrit    | « PA00106933 », notice no PA00106933 | 48° 45′ 56″ nord, 7° 15′ 39″ est   |       |
| Hôtel                                                                                        | Saint-Avold                  | Moselle                 | Grand Est                  | inscrit    | « PA00106985 », notice no PA00106985 | 49° 06′ 13″ nord, 6° 42′ 25″ est   |       |
| Immeuble                                                                                     | Saint-Avold                  | Moselle                 | Grand Est                  | inscrit    | « PA00106986 », notice no PA00106986 | 49° 06′ 16″ nord, 6° 42′ 38″ est   |       |
| Fontaine                                                                                     | Saint-Avold                  | Moselle                 | Grand Est                  | inscrit    | « PA00106984 », notice no PA00106984 | 49° 06′ 17″ nord, 6° 42′ 38″ est   |       |
| Remparts de La Charité-sur-Loire                                                             | La Charité-sur-Loire         | Nièvre                  | Bourgogne-Franche-Comté    | classé     | « PA00112841 », notice no PA00112841 | 47° 10′ 46″ nord, 3° 01′ 00″ est   |       |
| Maison                                                                                       | Clamecy                      | Nièvre                  | Bourgogne-Franche-Comté    | inscrit    | « PA00112857 », notice no PA00112857 | 47° 27′ 35″ nord, 3° 31′ 11″ est   |       |
| Maison                                                                                       | Clamecy                      | Nièvre                  | Bourgogne-Franche-Comté    | inscrit    | « PA00112855 », notice no PA00112855 | 47° 27′ 33″ nord, 3° 31′ 10″ est   |       |
| Église Saint-Géry de Damousies                                                               | Damousies                    | Nord                    | Hauts-de-France            | inscrit    | « PA00107445 », notice no PA00107445 | 50° 13′ 06″ nord, 4° 01′ 00″ est   |       |
| Église Saint-Martin de Monceau-Saint-Waast                                                   | Monceau-Saint-Waast          | Nord                    | Hauts-de-France            | inscrit    | « PA00107756 », notice no PA00107756 | 50° 10′ 13″ nord, 3° 51′ 24″ est   |       |
| Collège des Jésuites                                                                         | Valenciennes                 | Nord                    | Hauts-de-France            | classé     | « PA00107848 », notice no PA00107848 | 50° 21′ 35″ nord, 3° 31′ 09″ est   |       |
| Croix de cimetière de Chavençon                                                              | Chavençon                    | Oise                    | Hauts-de-France            | inscrit    | « PA00114587 », notice no PA00114587 | 49° 11′ 16″ nord, 1° 59′ 36″ est   |       |
| Porte Nointel                                                                                | Clermont                     | Oise                    | Hauts-de-France            | classé     | « PA00114602 », notice no PA00114602 | 49° 22′ 47″ nord, 2° 25′ 06″ est   |       |
| Église Saint-Léger d'Éméville                                                                | Éméville                     | Oise                    | Hauts-de-France            | classé     | « PA00114677 », notice no PA00114677 | 49° 16′ 59″ nord, 3° 01′ 43″ est   |       |
| Église Saint-Denis de Mogneville                                                             | Mogneville                   | Oise                    | Hauts-de-France            | classé     | « PA00114748 », notice no PA00114748 | 49° 18′ 54″ nord, 2° 28′ 21″ est   |       |
| Camp de César                                                                                | Nointel                      | Oise                    | Hauts-de-France            | classé     | « PA00114783 », notice no PA00114783 | 49° 21′ 40″ nord, 2° 28′ 23″ est   |       |
| Enceinte de Bellême                                                                          | Bellême                      | Orne                    | Normandie                  | inscrit    | « PA00110744 », notice no PA00110744 | 48° 22′ 35″ nord, 0° 33′ 42″ est   |       |
| Hôtel du comte Curial                                                                        | Sées                         | Orne                    | Normandie                  | inscrit    | « PA00110948 », notice no PA00110948 | 48° 36′ 21″ nord, 0° 10′ 09″ est   |       |
| Hôpital Saint-Louis                                                                          | 10e arrondissement de Paris  | Paris                   | Île-de-France              | inscrit    | « PA00086494 », notice no PA00086494 | 48° 52′ 24″ nord, 2° 22′ 03″ est   |       |
| Église Sainte-Élisabeth-de-Hongrie                                                           | 3e arrondissement de Paris   | Paris                   | Île-de-France              | classé     | « PA00086110 », notice no PA00086110 | 48° 51′ 58″ nord, 2° 21′ 39″ est   |       |
| Hôtel d'Angoulême Lamoignon                                                                  | 4e arrondissement de Paris   | Paris                   | Île-de-France              | classé     | « PA00086296 », notice no PA00086296 | 48° 51′ 25″ nord, 2° 21′ 42″ est   |       |
| Place de la Concorde                                                                         | 8e arrondissement de Paris   | Paris                   | Île-de-France              | classé     | « PA00088880 », notice no PA00088880 | 48° 51′ 56″ nord, 2° 19′ 16″ est   |       |
| Obélisque de Louxor                                                                          | 8e arrondissement de Paris   | Paris                   | Île-de-France              | classé     | « PA00088875 », notice no PA00088875 | 48° 51′ 56″ nord, 2° 19′ 16″ est   |       |
| Cimetière de l'église d'Avesnes-le-Comte                                                     | Avesnes-le-Comte             | Pas-de-Calais           | Hauts-de-France            | classé     | « PA00108187 », notice no PA00108187 | 50° 16′ 35″ nord, 2° 31′ 35″ est   |       |
| Église Saint-Léger de Maizières                                                              | Maizières                    | Pas-de-Calais           | Hauts-de-France            | inscrit    | « PA00108340 », notice no PA00108340 | 50° 19′ 24″ nord, 2° 26′ 50″ est   |       |
| Château de Brassalay                                                                         | Biron                        | Pyrénées-Atlantiques    | Nouvelle-Aquitaine         | inscrit    | « PA00084362 », notice no PA00084362 | 43° 27′ 25″ nord, 0° 44′ 33″ ouest |       |
| Porte de l'Esquirette                                                                        | Lescar                       | Pyrénées-Atlantiques    | Nouvelle-Aquitaine         | inscrit    | « PA00084434 », notice no PA00084434 | 43° 20′ 00″ nord, 0° 26′ 03″ ouest |       |
| Maison des Pigeons blancs                                                                    | Saint-Jean-de-Luz            | Pyrénées-Atlantiques    | Nouvelle-Aquitaine         | inscrit    | « PA00084498 », notice no PA00084498 | 43° 23′ 17″ nord, 1° 39′ 51″ ouest |       |
| Château de Saint-Pé                                                                          | Salies-de-Béarn              | Pyrénées-Atlantiques    | Nouvelle-Aquitaine         | inscrit    | « PA00084517 », notice no PA00084517 | 43° 28′ 14″ nord, 0° 55′ 26″ ouest |       |
| Arsenal de Sauveterre-de-Béarn                                                               | Sauveterre-de-Béarn          | Pyrénées-Atlantiques    | Nouvelle-Aquitaine         | inscrit    | « PA00084524 », notice no PA00084524 | 43° 23′ 52″ nord, 0° 56′ 32″ ouest |       |
| Château de Châtillon-d'Azergues                                                              | Châtillon                    | Rhône                   | Auvergne-Rhône-Alpes       | classé     | « PA00117740 », notice no PA00117740 | 45° 52′ 44″ nord, 4° 38′ 43″ est   |       |
| Immeuble                                                                                     | 5e arrondissement de Lyon    | Rhône                   | Auvergne-Rhône-Alpes       | inscrit    | « PA00117874 », notice no PA00117874 | 45° 45′ 41″ nord, 4° 49′ 37″ est   |       |
| Maison                                                                                       | 5e arrondissement de Lyon    | Rhône                   | Auvergne-Rhône-Alpes       | inscrit    | « PA00117883 », notice no PA00117883 | 45° 45′ 48″ nord, 4° 49′ 43″ est   |       |
| Maison                                                                                       | 5e arrondissement de Lyon    | Rhône                   | Auvergne-Rhône-Alpes       | inscrit    | « PA00117884 », notice no PA00117884 | 45° 45′ 48″ nord, 4° 49′ 43″ est   |       |
| Maison                                                                                       | 5e arrondissement de Lyon    | Rhône                   | Auvergne-Rhône-Alpes       | inscrit    | « PA00117891 », notice no PA00117891 | 45° 45′ 44″ nord, 4° 49′ 36″ est   |       |
| Maison                                                                                       | 5e arrondissement de Lyon    | Rhône                   | Auvergne-Rhône-Alpes       | inscrit    | « PA00117894 », notice no PA00117894 | 45° 45′ 42″ nord, 4° 49′ 40″ est   |       |
| Maison                                                                                       | 5e arrondissement de Lyon    | Rhône                   | Auvergne-Rhône-Alpes       | inscrit    | « PA00117898 », notice no PA00117898 | 45° 45′ 42″ nord, 4° 49′ 37″ est   |       |
| Maison                                                                                       | 5e arrondissement de Lyon    | Rhône                   | Auvergne-Rhône-Alpes       | inscrit    | « PA00117899 », notice no PA00117899 | 45° 45′ 43″ nord, 4° 49′ 36″ est   |       |
| Maison                                                                                       | 5e arrondissement de Lyon    | Rhône                   | Auvergne-Rhône-Alpes       | inscrit    | « PA00117903 », notice no PA00117903 | 45° 45′ 50″ nord, 4° 49′ 41″ est   |       |
| Maison                                                                                       | 5e arrondissement de Lyon    | Rhône                   | Auvergne-Rhône-Alpes       | inscrit    | « PA00117909 », notice no PA00117909 | 45° 45′ 50″ nord, 4° 49′ 42″ est   |       |
| Maison                                                                                       | 5e arrondissement de Lyon    | Rhône                   | Auvergne-Rhône-Alpes       | inscrit    | « PA00117916 », notice no PA00117916 | 45° 45′ 40″ nord, 4° 49′ 39″ est   |       |
| Maison du Crible, dite Tour Rose                                                             | 5e arrondissement de Lyon    | Rhône                   | Auvergne-Rhône-Alpes       | inscrit    | « PA00117886 », notice no PA00117886 | 45° 45′ 47″ nord, 4° 49′ 38″ est   |       |
| Maison                                                                                       | 5e arrondissement de Lyon    | Rhône                   | Auvergne-Rhône-Alpes       | inscrit    | « PA00117889 », notice no PA00117889 | 45° 45′ 44″ nord, 4° 49′ 35″ est   |       |
| Maison                                                                                       | 5e arrondissement de Lyon    | Rhône                   | Auvergne-Rhône-Alpes       | inscrit    | « PA00117890 », notice no PA00117890 | 45° 45′ 44″ nord, 4° 49′ 35″ est   |       |
| Maison                                                                                       | 5e arrondissement de Lyon    | Rhône                   | Auvergne-Rhône-Alpes       | inscrit    | « PA00117892 », notice no PA00117892 | 45° 45′ 44″ nord, 4° 49′ 35″ est   |       |
| Maison                                                                                       | 5e arrondissement de Lyon    | Rhône                   | Auvergne-Rhône-Alpes       | inscrit    | « PA00117893 », notice no PA00117893 | 45° 45′ 42″ nord, 4° 49′ 42″ est   |       |
| Maison                                                                                       | 5e arrondissement de Lyon    | Rhône                   | Auvergne-Rhône-Alpes       | inscrit    | « PA00117895 », notice no PA00117895 | 45° 45′ 43″ nord, 4° 49′ 37″ est   |       |
| Maison                                                                                       | 5e arrondissement de Lyon    | Rhône                   | Auvergne-Rhône-Alpes       | inscrit    | « PA00117897 », notice no PA00117897 | 45° 45′ 43″ nord, 4° 49′ 36″ est   |       |
| Maison                                                                                       | 5e arrondissement de Lyon    | Rhône                   | Auvergne-Rhône-Alpes       | inscrit    | « PA00117907 », notice no PA00117907 | 45° 45′ 52″ nord, 4° 49′ 39″ est   |       |
| Maison                                                                                       | 5e arrondissement de Lyon    | Rhône                   | Auvergne-Rhône-Alpes       | inscrit    | « PA00117908 », notice no PA00117908 | 45° 45′ 51″ nord, 4° 49′ 40″ est   |       |
| Maison                                                                                       | 5e arrondissement de Lyon    | Rhône                   | Auvergne-Rhône-Alpes       | inscrit    | « PA00117915 », notice no PA00117915 | 45° 45′ 40″ nord, 4° 49′ 39″ est   |       |
| Maison                                                                                       | 5e arrondissement de Lyon    | Rhône                   | Auvergne-Rhône-Alpes       | inscrit    | « PA00117918 », notice no PA00117918 | 45° 45′ 45″ nord, 4° 49′ 39″ est   |       |
| Maison                                                                                       | 5e arrondissement de Lyon    | Rhône                   | Auvergne-Rhône-Alpes       | inscrit    | « PA00117923 », notice no PA00117923 | 45° 45′ 51″ nord, 4° 49′ 45″ est   |       |
| Maison                                                                                       | 5e arrondissement de Lyon    | Rhône                   | Auvergne-Rhône-Alpes       | inscrit    | « PA00117928 », notice no PA00117928 | 45° 45′ 51″ nord, 4° 49′ 41″ est   |       |
| Maison                                                                                       | 5e arrondissement de Lyon    | Rhône                   | Auvergne-Rhône-Alpes       | inscrit    | « PA00117930 », notice no PA00117930 | 45° 45′ 51″ nord, 4° 49′ 41″ est   |       |
| Maison                                                                                       | 5e arrondissement de Lyon    | Rhône                   | Auvergne-Rhône-Alpes       | inscrit    | « PA00117937 », notice no PA00117937 | 45° 45′ 49″ nord, 4° 49′ 42″ est   |       |
| Maison                                                                                       | 5e arrondissement de Lyon    | Rhône                   | Auvergne-Rhône-Alpes       | inscrit    | « PA00117944 », notice no PA00117944 | 45° 45′ 46″ nord, 4° 49′ 40″ est   |       |
| Maison                                                                                       | 5e arrondissement de Lyon    | Rhône                   | Auvergne-Rhône-Alpes       | inscrit    | « PA00117953 », notice no PA00117953 | 45° 45′ 45″ nord, 4° 49′ 40″ est   |       |
| Maison                                                                                       | 5e arrondissement de Lyon    | Rhône                   | Auvergne-Rhône-Alpes       | inscrit    | « PA00117954 », notice no PA00117954 | 45° 45′ 45″ nord, 4° 49′ 39″ est   |       |
| Maison                                                                                       | 5e arrondissement de Lyon    | Rhône                   | Auvergne-Rhône-Alpes       | inscrit    | « PA00117958 », notice no PA00117958 | 45° 45′ 44″ nord, 4° 49′ 39″ est   |       |
| Maison                                                                                       | 5e arrondissement de Lyon    | Rhône                   | Auvergne-Rhône-Alpes       | inscrit    | « PA00117967 », notice no PA00117967 | 45° 45′ 52″ nord, 4° 49′ 40″ est   |       |
| Maison                                                                                       | 5e arrondissement de Lyon    | Rhône                   | Auvergne-Rhône-Alpes       | inscrit    | « PA00117969 », notice no PA00117969 | 45° 45′ 48″ nord, 4° 49′ 43″ est   |       |
| Maison                                                                                       | 5e arrondissement de Lyon    | Rhône                   | Auvergne-Rhône-Alpes       | inscrit    | « PA00117970 », notice no PA00117970 | 45° 45′ 47″ nord, 4° 49′ 43″ est   |       |
| Maison                                                                                       | 5e arrondissement de Lyon    | Rhône                   | Auvergne-Rhône-Alpes       | inscrit    | « PA00117929 », notice no PA00117929 | 45° 45′ 52″ nord, 4° 49′ 42″ est   |       |
| Maison                                                                                       | 5e arrondissement de Lyon    | Rhône                   | Auvergne-Rhône-Alpes       | inscrit    | « PA00117932 », notice no PA00117932 | 45° 45′ 50″ nord, 4° 49′ 41″ est   |       |
| Maison                                                                                       | 5e arrondissement de Lyon    | Rhône                   | Auvergne-Rhône-Alpes       | inscrit    | « PA00117952 », notice no PA00117952 | 45° 45′ 46″ nord, 4° 49′ 40″ est   |       |
| Maison                                                                                       | 5e arrondissement de Lyon    | Rhône                   | Auvergne-Rhône-Alpes       | inscrit    | « PA00117955 », notice no PA00117955 | 45° 45′ 40″ nord, 4° 49′ 38″ est   |       |
| Maison                                                                                       | 5e arrondissement de Lyon    | Rhône                   | Auvergne-Rhône-Alpes       | inscrit    | « PA00117959 », notice no PA00117959 | 45° 45′ 44″ nord, 4° 49′ 39″ est   |       |
| Maison                                                                                       | 5e arrondissement de Lyon    | Rhône                   | Auvergne-Rhône-Alpes       | inscrit    | « PA00117960 », notice no PA00117960 | 45° 45′ 44″ nord, 4° 49′ 39″ est   |       |
| Maison                                                                                       | 5e arrondissement de Lyon    | Rhône                   | Auvergne-Rhône-Alpes       | inscrit    | « PA00117965 », notice no PA00117965 | 45° 45′ 42″ nord, 4° 49′ 38″ est   |       |
| Maison                                                                                       | 5e arrondissement de Lyon    | Rhône                   | Auvergne-Rhône-Alpes       | inscrit    | « PA00117971 », notice no PA00117971 | 45° 45′ 46″ nord, 4° 49′ 42″ est   |       |
| Maison                                                                                       | 5e arrondissement de Lyon    | Rhône                   | Auvergne-Rhône-Alpes       | inscrit    | « PA00117972 », notice no PA00117972 | 45° 45′ 45″ nord, 4° 49′ 42″ est   |       |
| Maison                                                                                       | 5e arrondissement de Lyon    | Rhône                   | Auvergne-Rhône-Alpes       | inscrit    | « PA00117896 », notice no PA00117896 | 45° 45′ 41″ nord, 4° 49′ 37″ est   |       |
| Maison                                                                                       | 5e arrondissement de Lyon    | Rhône                   | Auvergne-Rhône-Alpes       | inscrit    | « PA00117905 », notice no PA00117905 | 45° 45′ 50″ nord, 4° 49′ 40″ est   |       |
| Maison                                                                                       | 5e arrondissement de Lyon    | Rhône                   | Auvergne-Rhône-Alpes       | inscrit    | « PA00117919 », notice no PA00117919 | 45° 45′ 46″ nord, 4° 49′ 39″ est   |       |
| Maison                                                                                       | 5e arrondissement de Lyon    | Rhône                   | Auvergne-Rhône-Alpes       | inscrit    | « PA00117920 », notice no PA00117920 | 45° 45′ 46″ nord, 4° 49′ 38″ est   |       |
| Maison                                                                                       | 5e arrondissement de Lyon    | Rhône                   | Auvergne-Rhône-Alpes       | inscrit    | « PA00117927 », notice no PA00117927 | 45° 45′ 51″ nord, 4° 49′ 42″ est   |       |
| Maison                                                                                       | 5e arrondissement de Lyon    | Rhône                   | Auvergne-Rhône-Alpes       | inscrit    | « PA00117938 », notice no PA00117938 | 45° 45′ 48″ nord, 4° 49′ 42″ est   |       |
| Maison                                                                                       | 5e arrondissement de Lyon    | Rhône                   | Auvergne-Rhône-Alpes       | inscrit    | « PA00117943 », notice no PA00117943 | 45° 45′ 46″ nord, 4° 49′ 40″ est   |       |
| Maison                                                                                       | 5e arrondissement de Lyon    | Rhône                   | Auvergne-Rhône-Alpes       | inscrit    | « PA00117945 », notice no PA00117945 | 45° 45′ 46″ nord, 4° 49′ 40″ est   |       |
| Maison                                                                                       | 5e arrondissement de Lyon    | Rhône                   | Auvergne-Rhône-Alpes       | inscrit    | « PA00117946 », notice no PA00117946 | 45° 45′ 45″ nord, 4° 49′ 40″ est   |       |
| Maison                                                                                       | 5e arrondissement de Lyon    | Rhône                   | Auvergne-Rhône-Alpes       | inscrit    | « PA00117956 », notice no PA00117956 | 45° 45′ 45″ nord, 4° 49′ 39″ est   |       |
| Maison                                                                                       | 5e arrondissement de Lyon    | Rhône                   | Auvergne-Rhône-Alpes       | inscrit    | « PA00117957 », notice no PA00117957 | 45° 45′ 45″ nord, 4° 49′ 39″ est   |       |
| Maison                                                                                       | 5e arrondissement de Lyon    | Rhône                   | Auvergne-Rhône-Alpes       | inscrit    | « PA00117966 », notice no PA00117966 | 45° 45′ 52″ nord, 4° 49′ 40″ est   |       |
| Maison                                                                                       | 5e arrondissement de Lyon    | Rhône                   | Auvergne-Rhône-Alpes       | inscrit    | « PA00117974 », notice no PA00117974 | 45° 45′ 44″ nord, 4° 49′ 42″ est   |       |
| Maison                                                                                       | 5e arrondissement de Lyon    | Rhône                   | Auvergne-Rhône-Alpes       | inscrit    | « PA00117939 », notice no PA00117939 | 45° 45′ 49″ nord, 4° 49′ 41″ est   |       |
| Maison                                                                                       | 5e arrondissement de Lyon    | Rhône                   | Auvergne-Rhône-Alpes       | inscrit    | « PA00117948 », notice no PA00117948 | 45° 45′ 45″ nord, 4° 49′ 40″ est   |       |
| Maison                                                                                       | 5e arrondissement de Lyon    | Rhône                   | Auvergne-Rhône-Alpes       | inscrit    | « PA00117951 », notice no PA00117951 | 45° 45′ 46″ nord, 4° 49′ 40″ est   |       |
| Maison                                                                                       | 5e arrondissement de Lyon    | Rhône                   | Auvergne-Rhône-Alpes       | inscrit    | « PA00117961 », notice no PA00117961 | 45° 45′ 44″ nord, 4° 49′ 38″ est   |       |
| Maison                                                                                       | 5e arrondissement de Lyon    | Rhône                   | Auvergne-Rhône-Alpes       | inscrit    | « PA00117962 », notice no PA00117962 | 45° 45′ 43″ nord, 4° 49′ 38″ est   |       |
| Maison                                                                                       | 5e arrondissement de Lyon    | Rhône                   | Auvergne-Rhône-Alpes       | inscrit    | « PA00117964 », notice no PA00117964 | 45° 45′ 42″ nord, 4° 49′ 38″ est   |       |
| Maison                                                                                       | 5e arrondissement de Lyon    | Rhône                   | Auvergne-Rhône-Alpes       | inscrit    | « PA00117973 », notice no PA00117973 | 45° 45′ 45″ nord, 4° 49′ 42″ est   |       |
| Maison                                                                                       | 5e arrondissement de Lyon    | Rhône                   | Auvergne-Rhône-Alpes       | inscrit    | « PA00117882 », notice no PA00117882 | 45° 45′ 48″ nord, 4° 49′ 41″ est   |       |
| Maison                                                                                       | 5e arrondissement de Lyon    | Rhône                   | Auvergne-Rhône-Alpes       | inscrit    | « PA00117885 », notice no PA00117885 | 45° 45′ 46″ nord, 4° 49′ 38″ est   |       |
| Maison                                                                                       | 5e arrondissement de Lyon    | Rhône                   | Auvergne-Rhône-Alpes       | inscrit    | « PA00117887 », notice no PA00117887 | 45° 45′ 46″ nord, 4° 49′ 37″ est   |       |
| Maison                                                                                       | 5e arrondissement de Lyon    | Rhône                   | Auvergne-Rhône-Alpes       | inscrit    | « PA00117888 », notice no PA00117888 | 45° 45′ 45″ nord, 4° 49′ 36″ est   |       |
| Maison                                                                                       | 5e arrondissement de Lyon    | Rhône                   | Auvergne-Rhône-Alpes       | inscrit    | « PA00117910 », notice no PA00117910 | 45° 45′ 50″ nord, 4° 49′ 42″ est   |       |
| Maison                                                                                       | 5e arrondissement de Lyon    | Rhône                   | Auvergne-Rhône-Alpes       | inscrit    | « PA00117904 », notice no PA00117904 | 45° 45′ 50″ nord, 4° 49′ 41″ est   |       |
| Maison                                                                                       | 5e arrondissement de Lyon    | Rhône                   | Auvergne-Rhône-Alpes       | inscrit    | « PA00117906 », notice no PA00117906 | 45° 45′ 51″ nord, 4° 49′ 40″ est   |       |
| Maison                                                                                       | 5e arrondissement de Lyon    | Rhône                   | Auvergne-Rhône-Alpes       | inscrit    | « PA00117931 », notice no PA00117931 | 45° 45′ 51″ nord, 4° 49′ 42″ est   |       |
| Maison                                                                                       | 5e arrondissement de Lyon    | Rhône                   | Auvergne-Rhône-Alpes       | inscrit    | « PA00117934 », notice no PA00117934 | 45° 45′ 49″ nord, 4° 49′ 41″ est   |       |
| Maison                                                                                       | 5e arrondissement de Lyon    | Rhône                   | Auvergne-Rhône-Alpes       | inscrit    | « PA00117940 », notice no PA00117940 | 45° 45′ 49″ nord, 4° 49′ 41″ est   |       |
| Maison                                                                                       | 5e arrondissement de Lyon    | Rhône                   | Auvergne-Rhône-Alpes       | inscrit    | « PA00117941 », notice no PA00117941 | 45° 45′ 49″ nord, 4° 49′ 41″ est   |       |
| Maison                                                                                       | 5e arrondissement de Lyon    | Rhône                   | Auvergne-Rhône-Alpes       | inscrit    | « PA00117942 », notice no PA00117942 | 45° 45′ 47″ nord, 4° 49′ 40″ est   |       |
| Maison                                                                                       | 5e arrondissement de Lyon    | Rhône                   | Auvergne-Rhône-Alpes       | inscrit    | « PA00117947 », notice no PA00117947 | 45° 45′ 46″ nord, 4° 49′ 39″ est   |       |
| Maison                                                                                       | 5e arrondissement de Lyon    | Rhône                   | Auvergne-Rhône-Alpes       | inscrit    | « PA00117949 », notice no PA00117949 | 45° 45′ 45″ nord, 4° 49′ 39″ est   |       |
| Maison                                                                                       | 5e arrondissement de Lyon    | Rhône                   | Auvergne-Rhône-Alpes       | inscrit    | « PA00117950 », notice no PA00117950 | 45° 45′ 45″ nord, 4° 49′ 40″ est   |       |
| Maison                                                                                       | 5e arrondissement de Lyon    | Rhône                   | Auvergne-Rhône-Alpes       | inscrit    | « PA00117963 », notice no PA00117963 | 45° 45′ 42″ nord, 4° 49′ 38″ est   |       |
| Maison                                                                                       | 5e arrondissement de Lyon    | Rhône                   | Auvergne-Rhône-Alpes       | inscrit    | « PA00117968 », notice no PA00117968 | 45° 45′ 48″ nord, 4° 49′ 43″ est   |       |
| Tour d'Oingt                                                                                 | Val d'Oingt                  | Rhône                   | Auvergne-Rhône-Alpes       | inscrit    | « PA00118009 », notice no PA00118009 | 45° 56′ 51″ nord, 4° 34′ 57″ est   |       |
| Remparts romains                                                                             | Autun                        | Saône-et-Loire          | Bourgogne-Franche-Comté    | classé     | « PA00113098 », notice no PA00113098 | 46° 56′ 46″ nord, 4° 17′ 49″ est   |       |
| Remparts                                                                                     | Chalon-sur-Saône             | Saône-et-Loire          | Bourgogne-Franche-Comté    | classé     | « PA00113177 », notice no PA00113177 | 46° 47′ 16″ nord, 4° 51′ 08″ est   |       |
| Château de Cuisery                                                                           | Cuisery                      | Saône-et-Loire          | Bourgogne-Franche-Comté    | classé     | « PA00113258 », notice no PA00113258 | 46° 33′ 36″ nord, 5° 00′ 10″ est   |       |
| Église Saint-Germain de Gergy                                                                | Gergy                        | Saône-et-Loire          | Bourgogne-Franche-Comté    | inscrit    | « PA00113283 », notice no PA00113283 | 46° 52′ 41″ nord, 4° 56′ 47″ est   |       |
| Ancien Lycée Lamartine                                                                       | Mâcon                        | Saône-et-Loire          | Bourgogne-Franche-Comté    | inscrit    | « PA00113329 », notice no PA00113329 | 46° 18′ 18″ nord, 4° 49′ 48″ est   |       |
| Église Saint-Romain de Saint-Romain-sous-Gourdon                                             | Saint-Romain-sous-Gourdon    | Saône-et-Loire          | Bourgogne-Franche-Comté    | inscrit    | « PA00113458 », notice no PA00113458 | 46° 37′ 19″ nord, 4° 24′ 11″ est   |       |
| Château de Sennecey-le-Grand                                                                 | Sennecey-le-Grand            | Saône-et-Loire          | Bourgogne-Franche-Comté    | inscrit    | « PA00113472 », notice no PA00113472 | 46° 38′ 15″ nord, 4° 52′ 09″ est   |       |
| Immeuble à arcades                                                                           | Tournus                      | Saône-et-Loire          | Bourgogne-Franche-Comté    | inscrit    | « PA00113497 », notice no PA00113497 | 46° 33′ 42″ nord, 4° 54′ 45″ est   |       |
| Hôtel de Vaux                                                                                | Le Mans                      | Sarthe                  | Pays de la Loire           | inscrit    | « PA00109823 », notice no PA00109823 | 48° 00′ 29″ nord, 0° 11′ 43″ est   |       |
| Abbaye Saint-Séverin de Château-Landon                                                       | Château-Landon               | Seine-et-Marne          | Île-de-France              | classé     | « PA00086868 », notice no PA00086868 | 48° 09′ 01″ nord, 2° 42′ 32″ est   |       |
| Manoir-ferme de Nolongue (Jouarre)                                                           | Jouarre                      | Seine-et-Marne          | Île-de-France              | inscrit    | « PA00087038 », notice no PA00087038 | 48° 51′ 59″ nord, 3° 06′ 09″ est   |       |
| Tour Notre-Dame-du-Val                                                                       | Provins                      | Seine-et-Marne          | Île-de-France              | classé     | « PA00087249 », notice no PA00087249 | 48° 33′ 40″ nord, 3° 18′ 09″ est   |       |
| Hôpital du Saint-Esprit                                                                      | Provins                      | Seine-et-Marne          | Île-de-France              | classé     | « PA00087208 », notice no PA00087208 | 48° 33′ 53″ nord, 3° 17′ 04″ est   |       |
| Maison                                                                                       | Provins                      | Seine-et-Marne          | Île-de-France              | inscrit    | « PA00087232 », notice no PA00087232 | 48° 33′ 44″ nord, 3° 17′ 11″ est   |       |
| Chapelle Sainte-Aubierge                                                                     | Saint-Augustin               | Seine-et-Marne          | Île-de-France              | inscrit    | « PA00087265 », notice no PA00087265 | 48° 46′ 07″ nord, 3° 01′ 18″ est   |       |
| Maisons                                                                                      | Hénouville                   | Seine-Maritime          | Normandie                  | inscrit    | « PA00100717 », notice no PA00100717 | 49° 27′ 57″ nord, 0° 57′ 11″ est   |       |
| Hôtel d'Hocqueville                                                                          | Rouen                        | Seine-Maritime          | Normandie                  | classé     | « PA00100845 », notice no PA00100845 | 49° 26′ 44″ nord, 1° 05′ 37″ est   |       |
| Hostellerie de Sainte-Adresse                                                                | Sainte-Adresse               | Seine-Maritime          | Normandie                  | inscrit    | « PA00101019 », notice no PA00101019 |                                    |       |
| Hôtel de Viviès                                                                              | Castres                      | Tarn                    | Occitanie                  | classé     | « PA00095512 », notice no PA00095512 | 43° 36′ 16″ nord, 2° 14′ 18″ est   |       |
| Hôtel de Nayrac                                                                              | Castres                      | Tarn                    | Occitanie                  | classé     | « PA00095510 », notice no PA00095510 | 43° 36′ 24″ nord, 2° 14′ 25″ est   |       |
| Vieux pont sur le Dadou                                                                      | Graulhet                     | Tarn                    | Occitanie                  | classé     | « PA00095567 », notice no PA00095567 | 43° 45′ 46″ nord, 1° 59′ 25″ est   |       |
| Maison                                                                                       | Lisle-sur-Tarn               | Tarn                    | Occitanie                  | inscrit    | « PA00095594 », notice no PA00095594 | 43° 51′ 08″ nord, 1° 48′ 37″ est   |       |
| Hôtel-Dieu de Gonesse                                                                        | Gonesse                      | Val-d'Oise              | Île-de-France              | inscrit    | « PA00080072 », notice no PA00080072 | 48° 59′ 18″ nord, 2° 26′ 53″ est   |       |
| Croix de cimetière de Longuesse (soubassement)                                               | Longuesse                    | Val-d'Oise              | Île-de-France              | inscrit    | « PA00080103 », notice no PA00080103 | 49° 03′ 50″ nord, 1° 56′ 14″ est   |       |
| Château de Méry-sur-Oise                                                                     | Méry-sur-Oise                | Val-d'Oise              | Île-de-France              | inscrit    | « PA00080124 », notice no PA00080124 | 49° 03′ 58″ nord, 2° 11′ 23″ est   |       |
| Oratoire Saint-Antoine-Ermite                                                                | Tourves                      | Var                     | Provence-Alpes-Côte d'Azur | inscrit    | « PA00081766 », notice no PA00081766 | 43° 24′ 24″ nord, 5° 55′ 45″ est   |       |
| Pont de Tourves                                                                              | Tourves                      | Var                     | Provence-Alpes-Côte d'Azur | inscrit    | « PA00081767 », notice no PA00081767 | 43° 23′ 23″ nord, 5° 55′ 53″ est   |       |
| Remparts                                                                                     | Avignon                      | Vaucluse                | Provence-Alpes-Côte d'Azur | classé     | « PA00081943 », notice no PA00081943 | 43° 56′ 34″ nord, 4° 48′ 18″ est   |       |
| Croix hosannière de Maillezais                                                               | Maillezais                   | Vendée                  | Pays de la Loire           | classé     | « PA00110163 », notice no PA00110163 | 46° 22′ 13″ nord, 0° 43′ 55″ ouest |       |
| Église Saint-Pierre de Béthines                                                              | Béthines                     | Vienne                  | Nouvelle-Aquitaine         | inscrit    | « PA00105351 », notice no PA00105351 | 46° 32′ 51″ nord, 0° 58′ 34″ est   |       |
| Église Notre-Dame de Bouresse                                                                | Bouresse                     | Vienne                  | Nouvelle-Aquitaine         | inscrit    | « PA00105358 », notice no PA00105358 | 46° 21′ 42″ nord, 0° 36′ 35″ est   |       |
| Église Saint-Laurent de Bourg-Archambault                                                    | Bourg-Archambault            | Vienne                  | Nouvelle-Aquitaine         | inscrit    | « PA00105360 », notice no PA00105360 | 46° 23′ 00″ nord, 1° 00′ 14″ est   |       |
| Église Saint-Hilaire de Brigueil-le-Chantre                                                  | Brigueil-le-Chantre          | Vienne                  | Nouvelle-Aquitaine         | inscrit    | « PA00105365 », notice no PA00105365 | 46° 23′ 35″ nord, 1° 05′ 17″ est   |       |
| Église Saint-Pierre-et-Saint-Paul de Coulonges                                               | Coulonges                    | Vienne                  | Nouvelle-Aquitaine         | inscrit    | « PA00105436 », notice no PA00105436 | 46° 24′ 04″ nord, 1° 09′ 12″ est   |       |
| Château de la Cour                                                                           | Jazeneuil                    | Vienne                  | Nouvelle-Aquitaine         | inscrit    | « PA00105473 », notice no PA00105473 | 46° 27′ 45″ nord, 0° 04′ 21″ est   |       |
| Remparts de La Roche-Posay                                                                   | La Roche-Posay               | Vienne                  | Nouvelle-Aquitaine         | inscrit    | « PA00105671 », notice no PA00105671 | 46° 47′ 14″ nord, 0° 48′ 47″ est   |       |
| Église Saint-Christophe de Saint-Christophe                                                  | Saint-Christophe             | Vienne                  | Nouvelle-Aquitaine         | inscrit    | « PA00105684 », notice no PA00105684 | 46° 55′ 13″ nord, 0° 22′ 14″ est   |       |
| Cimetière de Saint-Sauveur                                                                   | Saint-Sauveur                | Vienne                  | Nouvelle-Aquitaine         | classé     | « PA00105708 », notice no PA00105708 | 46° 48′ 30″ nord, 0° 37′ 22″ est   |       |
| Église Saint-Pierre de Sossais                                                               | Sossais                      | Vienne                  | Nouvelle-Aquitaine         | inscrit    | « PA00105735 », notice no PA00105735 | 46° 51′ 34″ nord, 0° 23′ 08″ est   |       |
| Croix de cimetière                                                                           | Brouvelieures                | Vosges                  | Grand Est                  | inscrit    | « PA00107097 », notice no PA00107097 | 48° 14′ 04″ nord, 6° 43′ 56″ est   |       |
| Château de Saint-Baslemont                                                                   | Saint-Baslemont              | Vosges                  | Grand Est                  | inscrit    | « PA00107273 », notice no PA00107273 | 48° 09′ 08″ nord, 5° 59′ 40″ est   |       |
| Maison                                                                                       | Vézelay                      | Yonne                   | Bourgogne-Franche-Comté    | inscrit    | « PA00113935 », notice no PA00113935 | 47° 27′ 57″ nord, 3° 44′ 50″ est   |       |
| Ancien pont de Poissy                                                                        | Carrières-sous-Poissy        | Yvelines                | Île-de-France              | inscrit    | « PA00087389 », notice no PA00087389 | 48° 56′ 02″ nord, 2° 02′ 13″ est   |       |
| Ferme d'Ecquevilly                                                                           | Ecquevilly                   | Yvelines                | Île-de-France              | inscrit    | « PA00087423 », notice no PA00087423 | 48° 56′ 55″ nord, 1° 55′ 22″ est   |       |
| Ferme de la Muette                                                                           | Ecquevilly                   | Yvelines                | Île-de-France              | inscrit    | « PA00087424 », notice no PA00087424 | 48° 56′ 52″ nord, 1° 56′ 16″ est   |       |
| Pont sur la Mauldre                                                                          | Mareil-sur-Mauldre           | Yvelines                | Île-de-France              | inscrit    | « PA00087523 », notice no PA00087523 | 48° 53′ 41″ nord, 1° 52′ 03″ est   |       |
| Église Saint-Martin de Mareil-sur-Mauldre                                                    | Mareil-sur-Mauldre           | Yvelines                | Île-de-France              | inscrit    | « PA00087522 », notice no PA00087522 | 48° 53′ 36″ nord, 1° 51′ 52″ est   |       |
| Hôtel Couvray                                                                                | Marly-le-Roi                 | Yvelines                | Île-de-France              | inscrit    | « PA00087526 », notice no PA00087526 | 48° 52′ 06″ nord, 2° 05′ 49″ est   |       |
| Église Saint-Léger de Morainvilliers                                                         | Morainvilliers               | Yvelines                | Île-de-France              | inscrit    | « PA00087553 », notice no PA00087553 | 48° 55′ 42″ nord, 1° 56′ 08″ est   |       |
| Pavillon d'octroi de Poissy                                                                  | Poissy                       | Yvelines                | Île-de-France              | inscrit    | « PA00087571 », notice no PA00087571 | 48° 55′ 39″ nord, 2° 02′ 45″ est   |       |
| Ancien pont de Poissy                                                                        | Poissy                       | Yvelines                | Île-de-France              | inscrit    | « PA00087572 », notice no PA00087572 | 48° 56′ 02″ nord, 2° 02′ 13″ est   |       |
| Chapelle de la Maladrerie de Poissy                                                          | Poissy                       | Yvelines                | Île-de-France              | inscrit    | « PA00087568 », notice no PA00087568 | 48° 54′ 55″ nord, 2° 01′ 02″ est   |       |
| Église Saint-Louis du Port-Marly                                                             | Le Port-Marly                | Yvelines                | Île-de-France              | classé     | « PA00087576 », notice no PA00087576 | 48° 52′ 40″ nord, 2° 06′ 24″ est   |       |
| Église de l'Assomption de Rochefort-en-Yvelines                                              | Rochefort-en-Yvelines        | Yvelines                | Île-de-France              | inscrit    | « PA00087590 », notice no PA00087590 | 48° 35′ 05″ nord, 1° 59′ 25″ est   |       |
| Pavillon de la Croix de Noailles                                                             | Saint-Germain-en-Laye        | Yvelines                | Île-de-France              | inscrit    | « PA00087625 », notice no PA00087625 | 48° 56′ 24″ nord, 2° 05′ 47″ est   |       |
| Couvent des Dames de Saint-Thomas                                                            | Saint-Germain-en-Laye        | Yvelines                | Île-de-France              | inscrit    | « PA00087606 », notice no PA00087606 | 48° 53′ 54″ nord, 2° 05′ 30″ est   |       |
| Église Saint-Germain                                                                         | Saint-Germain-en-Laye        | Yvelines                | Île-de-France              | inscrit    | « PA00087613 », notice no PA00087613 | 48° 53′ 52″ nord, 2° 05′ 39″ est   |       |
| Hôtel de La Feuillade (Saint-Germain-en-Laye)                                                | Saint-Germain-en-Laye        | Yvelines                | Île-de-France              | inscrit    | « PA00087616 », notice no PA00087616 | 48° 53′ 47″ nord, 2° 05′ 42″ est   |       |
| Église aux Moines de Saint-Martin-la-Garenne                                                 | Saint-Martin-la-Garenne      | Yvelines                | Île-de-France              | inscrit    | « PA00087638 », notice no PA00087638 | 49° 02′ 26″ nord, 1° 41′ 22″ est   |       |